# Liste des planètes mineures non numérotées découvertes en août 2017
Pour un article plus général, voir Liste des planètes mineures non numérotées découvertes en 2017.
Pour un article plus général, voir Liste des planètes mineures.
Cet article dresse la liste des planètes mineures (astéroïdes, centaures, objets transneptuniens et assimilés) non numérotées découvertes en août 2017 dans l'ordre de leur découverte.
Au 15 janvier 2025, 661 077 des 1 434 993 planètes mineures répertoriées par le Centre des planètes mineures ne sont pas encore numérotées, soit 46,07 %.

## Rappel concernant la désignation provisoire
La désignation provisoire indique l'ordre de découverte de ces objets. En effet, cette désignation est composée de l'année de découverte (par exemple 2017) suivie de la quinzaine (demi-mois) de découverte (p.e. A = 1-15 janvier) puis de l'ordre de découverte dans cette quinzaine. Cet ordre est indiqué par une lettre et éventuellement un chiffre comme suit : A pour la première découverte, B pour la deuxième, ..., Z pour la 25e (le I n'est pas utilisé pour éviter la confusion avec 1), A1 pour la 26e, B1 pour la 27e, etc. , Z1 pour la 50e, A2 pour la 51e, B2 pour la 52e, etc. L'ordre de la numérotation ne suit donc pas l'ordre alphanumérique. 2017 AA1 suit ainsi 2017 AZ et précède 2017 AB1.

## Liste

### Du1erau 15 août 2017
- 2017 PA
- 2017 PB
- 2017 PC
- 2017 PE
- 2017 PF
- 2017 PG
- 2017 PQ
- 2017 PB1
- 2017 PK1
- 2017 PL1
- 2017 PP1
- 2017 PV1
- 2017 PB2
- 2017 PC2
- 2017 PH2
- 2017 PM2
- 2017 PN2
- 2017 PO2
- 2017 PQ2
- 2017 PS2
- 2017 PT2
- 2017 PU2
- 2017 PV2
- 2017 PW2
- 2017 PY2
- 2017 PA3
- 2017 PF3
- 2017 PL3
- 2017 PN3
- 2017 PS3
- 2017 PW3
- 2017 PX3
- 2017 PG4
- 2017 PH4
- 2017 PM4
- 2017 PN4
- 2017 PQ4
- 2017 PX4
- 2017 PE5
- 2017 PF5
- 2017 PK5
- 2017 PL5
- 2017 PN5
- 2017 PP5
- 2017 PR5
- 2017 PS5
- 2017 PU5
- 2017 PX5
- 2017 PD6
- 2017 PG6
- 2017 PK6
- 2017 PL6
- 2017 PN6
- 2017 PO6
- 2017 PP6
- 2017 PU6
- 2017 PW6
- 2017 PB7
- 2017 PD7
- 2017 PE7
- 2017 PG7
- 2017 PH7
- 2017 PL7
- 2017 PO7
- 2017 PT7
- 2017 PW7
- 2017 PA8
- 2017 PB8
- 2017 PC8
- 2017 PG8
- 2017 PH8
- 2017 PM8
- 2017 PQ8
- 2017 PT8
- 2017 PZ8
- 2017 PM9
- 2017 PO9
- 2017 PR9
- 2017 PU9
- 2017 PY9
- 2017 PC10
- 2017 PF10
- 2017 PH10
- 2017 PJ10
- 2017 PU10
- 2017 PV10
- 2017 PX10
- 2017 PY10
- 2017 PG11
- 2017 PJ11
- 2017 PL11
- 2017 PR11
- 2017 PS11
- 2017 PT11
- 2017 PU11
- 2017 PW11
- 2017 PX11
- 2017 PB12
- 2017 PF12
- 2017 PG12
- 2017 PH12
- 2017 PL12
- 2017 PP12
- 2017 PQ12
- 2017 PT12
- 2017 PU12
- 2017 PB13
- 2017 PC13
- 2017 PJ13
- 2017 PK13
- 2017 PL13
- 2017 PO13
- 2017 PP13
- 2017 PT13
- 2017 PV13
- 2017 PX13
- 2017 PZ13
- 2017 PC14
- 2017 PE14
- 2017 PJ14
- 2017 PK14
- 2017 PP14
- 2017 PS14
- 2017 PT14
- 2017 PX14
- 2017 PA15
- 2017 PB15
- 2017 PE15
- 2017 PJ15
- 2017 PK15
- 2017 PP15
- 2017 PQ15
- 2017 PR15
- 2017 PT15
- 2017 PX15
- 2017 PY15
- 2017 PD16
- 2017 PE16
- 2017 PS16
- 2017 PT16
- 2017 PX16
- 2017 PD17
- 2017 PG17
- 2017 PJ17
- 2017 PO17
- 2017 PQ17
- 2017 PS17
- 2017 PW17
- 2017 PX17
- 2017 PA18
- 2017 PG18
- 2017 PH18
- 2017 PK18
- 2017 PL18
- 2017 PP18
- 2017 PQ18
- 2017 PU18
- 2017 PV18
- 2017 PW18
- 2017 PA19
- 2017 PH19
- 2017 PK19
- 2017 PL19
- 2017 PM19
- 2017 PR19
- 2017 PW19
- 2017 PZ19
- 2017 PB20
- 2017 PC20
- 2017 PE20
- 2017 PJ20
- 2017 PL20
- 2017 PO20
- 2017 PY20
- 2017 PZ20
- 2017 PB21
- 2017 PE21
- 2017 PJ21
- 2017 PK21
- 2017 PM21
- 2017 PN21
- 2017 PO21
- 2017 PR21
- 2017 PV21
- 2017 PZ21
- 2017 PF22
- 2017 PG22
- 2017 PH22
- 2017 PJ22
- 2017 PO22
- 2017 PQ22
- 2017 PR22
- 2017 PS22
- 2017 PX22
- 2017 PZ22
- 2017 PA23
- 2017 PE23
- 2017 PH23
- 2017 PN23
- 2017 PR23
- 2017 PS23
- 2017 PU23
- 2017 PB24
- 2017 PH24
- 2017 PK24
- 2017 PP24
- 2017 PQ24
- 2017 PR24
- 2017 PS24
- 2017 PU24
- 2017 PV24
- 2017 PW24
- 2017 PX24
- 2017 PY24
- 2017 PA25
- 2017 PD25
- 2017 PK25
- 2017 PL25
- 2017 PM25
- 2017 PN25
- 2017 PQ25
- 2017 PR25
- 2017 PS25
- 2017 PT25
- 2017 PU25
- 2017 PV25
- 2017 PW25
- 2017 PX25
- 2017 PY25
- 2017 PZ25
- 2017 PB26
- 2017 PD26
- 2017 PF26
- 2017 PG26
- 2017 PH26
- 2017 PJ26
- 2017 PK26
- 2017 PL26
- 2017 PM26
- 2017 PN26
- 2017 PO26
- 2017 PQ26
- 2017 PR26
- 2017 PS26
- 2017 PU26
- 2017 PV26
- 2017 PW26
- 2017 PX26
- 2017 PY26
- 2017 PZ26
- 2017 PA27
- 2017 PB27
- 2017 PC27
- 2017 PO27
- 2017 PS27
- 2017 PU27
- 2017 PW27
- 2017 PZ27
- 2017 PA28
- 2017 PE28
- 2017 PG28
- 2017 PH28
- 2017 PJ28
- 2017 PL28
- 2017 PN28
- 2017 PO28
- 2017 PR28
- 2017 PS28
- 2017 PT28
- 2017 PW28
- 2017 PX28
- 2017 PY28
- 2017 PZ28
- 2017 PB29
- 2017 PE29
- 2017 PF29
- 2017 PH29
- 2017 PJ29
- 2017 PK29
- 2017 PM29
- 2017 PP29
- 2017 PQ29
- 2017 PU29
- 2017 PW29
- 2017 PX29
- 2017 PY29
- 2017 PZ29
- 2017 PA30
- 2017 PB30
- 2017 PD30
- 2017 PE30
- 2017 PG30
- 2017 PH30
- 2017 PR30
- 2017 PS30
- 2017 PT30
- 2017 PU30
- 2017 PW30
- 2017 PX30
- 2017 PY30
- 2017 PZ30
- 2017 PE31
- 2017 PM31
- 2017 PQ31
- 2017 PW31
- 2017 PY31
- 2017 PA32
- 2017 PF32
- 2017 PG32
- 2017 PH32
- 2017 PJ32
- 2017 PM32
- 2017 PN32
- 2017 PO32
- 2017 PP32
- 2017 PS32
- 2017 PV32
- 2017 PW32
- 2017 PY32
- 2017 PZ32
- 2017 PB33
- 2017 PC33
- 2017 PD33
- 2017 PE33
- 2017 PF33
- 2017 PH33
- 2017 PJ33
- 2017 PO33
- 2017 PR33
- 2017 PU33
- 2017 PW33
- 2017 PZ33
- 2017 PE34
- 2017 PJ34
- 2017 PK34
- 2017 PN34
- 2017 PO34
- 2017 PP34
- 2017 PQ34
- 2017 PR34
- 2017 PS34
- 2017 PU34
- 2017 PX34
- 2017 PY34
- 2017 PZ34
- 2017 PA35
- 2017 PB35
- 2017 PC35
- 2017 PD35
- 2017 PE35
- 2017 PG35
- 2017 PH35
- 2017 PJ35
- 2017 PK35
- 2017 PM35
- 2017 PO35
- 2017 PQ35
- 2017 PS35
- 2017 PU35
- 2017 PV35
- 2017 PX35
- 2017 PY35
- 2017 PZ35
- 2017 PA36
- 2017 PF36
- 2017 PK36
- 2017 PL36
- 2017 PM36
- 2017 PO36
- 2017 PP36
- 2017 PQ36
- 2017 PS36
- 2017 PT36
- 2017 PU36
- 2017 PV36
- 2017 PW36
- 2017 PX36
- 2017 PY36
- 2017 PZ36
- 2017 PA37
- 2017 PD37
- 2017 PL37
- 2017 PN37
- 2017 PO37
- 2017 PR37
- 2017 PT37
- 2017 PV37
- 2017 PW37
- 2017 PX37
- 2017 PY37
- 2017 PZ37
- 2017 PA38
- 2017 PB38
- 2017 PC38
- 2017 PD38
- 2017 PJ38
- 2017 PK38
- 2017 PM38
- 2017 PN38
- 2017 PQ38
- 2017 PS38
- 2017 PW38
- 2017 PY38
- 2017 PA39
- 2017 PB39
- 2017 PC39
- 2017 PE39
- 2017 PG39
- 2017 PH39
- 2017 PJ39
- 2017 PM39
- 2017 PR39
- 2017 PS39
- 2017 PT39
- 2017 PU39
- 2017 PZ39
- 2017 PA40
- 2017 PF40
- 2017 PG40
- 2017 PH40
- 2017 PJ40
- 2017 PK40
- 2017 PL40
- 2017 PM40
- 2017 PP40
- 2017 PQ40
- 2017 PS40
- 2017 PT40
- 2017 PW40
- 2017 PZ40
- 2017 PC41
- 2017 PH41
- 2017 PN41
- 2017 PS41
- 2017 PT41
- 2017 PV41
- 2017 PZ41
- 2017 PB42
- 2017 PF42
- 2017 PG42
- 2017 PH42
- 2017 PJ42
- 2017 PK42
- 2017 PM42
- 2017 PN42
- 2017 PP42
- 2017 PR42
- 2017 PT42
- 2017 PU42
- 2017 PV42
- 2017 PW42
- 2017 PY42
- 2017 PZ42
- 2017 PE43
- 2017 PG43
- 2017 PH43
- 2017 PJ43
- 2017 PK43
- 2017 PL43
- 2017 PM43
- 2017 PN43
- 2017 PO43
- 2017 PR43
- 2017 PS43
- 2017 PT43
- 2017 PV43
- 2017 PW43
- 2017 PX43
- 2017 PY43
- 2017 PZ43
- 2017 PA44
- 2017 PB44
- 2017 PC44
- 2017 PD44
- 2017 PE44
- 2017 PF44
- 2017 PG44
- 2017 PH44
- 2017 PJ44
- 2017 PK44
- 2017 PL44
- 2017 PM44
- 2017 PN44
- 2017 PO44
- 2017 PP44
- 2017 PQ44
- 2017 PR44
- 2017 PS44
- 2017 PT44
- 2017 PU44
- 2017 PV44
- 2017 PW44
- 2017 PX44
- 2017 PY44
- 2017 PZ44
- 2017 PA45
- 2017 PB45
- 2017 PC45
- 2017 PF45
- 2017 PG45
- 2017 PH45
- 2017 PL45
- 2017 PM45
- 2017 PN45
- 2017 PO45
- 2017 PP45
- 2017 PQ45
- 2017 PR45
- 2017 PS45
- 2017 PT45
- 2017 PU45
- 2017 PV45
- 2017 PW45
- 2017 PX45
- 2017 PY45
- 2017 PZ45
- 2017 PA46
- 2017 PB46
- 2017 PC46
- 2017 PD46
- 2017 PE46
- 2017 PF46
- 2017 PG46
- 2017 PH46
- 2017 PJ46
- 2017 PK46
- 2017 PM46
- 2017 PN46
- 2017 PO46
- 2017 PS46
- 2017 PT46
- 2017 PU46
- 2017 PV46
- 2017 PX46
- 2017 PZ46
- 2017 PA47
- 2017 PB47
- 2017 PC47
- 2017 PD47
- 2017 PE47
- 2017 PF47
- 2017 PG47
- 2017 PH47
- 2017 PJ47
- 2017 PK47
- 2017 PN47
- 2017 PP47
- 2017 PR47
- 2017 PS47
- 2017 PT47
- 2017 PU47
- 2017 PV47
- 2017 PY47
- 2017 PZ47
- 2017 PA48
- 2017 PB48
- 2017 PC48
- 2017 PD48
- 2017 PE48
- 2017 PF48
- 2017 PG48
- 2017 PH48
- 2017 PJ48
- 2017 PK48
- 2017 PL48
- 2017 PM48
- 2017 PN48
- 2017 PP48
- 2017 PQ48
- 2017 PS48
- 2017 PT48
- 2017 PW48
- 2017 PX48
- 2017 PY48
- 2017 PZ48
- 2017 PA49
- 2017 PB49
- 2017 PC49
- 2017 PD49
- 2017 PF49
- 2017 PG49
- 2017 PH49
- 2017 PJ49
- 2017 PK49
- 2017 PM49
- 2017 PN49
- 2017 PO49
- 2017 PP49
- 2017 PQ49
- 2017 PS49
- 2017 PT49
- 2017 PU49
- 2017 PV49
- 2017 PW49
- 2017 PY49
- 2017 PZ49
- 2017 PB50
- 2017 PC50
- 2017 PE50
- 2017 PF50
- 2017 PH50
- 2017 PJ50
- 2017 PK50
- 2017 PM50
- 2017 PN50
- 2017 PO50
- 2017 PP50
- 2017 PQ50
- 2017 PR50
- 2017 PS50
- 2017 PT50
- 2017 PU50
- 2017 PV50
- 2017 PW50
- 2017 PX50
- 2017 PY50
- 2017 PZ50
- 2017 PA51
- 2017 PB51
- 2017 PC51
- 2017 PD51
- 2017 PE51
- 2017 PF51
- 2017 PG51
- 2017 PH51
- 2017 PJ51
- 2017 PK51
- 2017 PL51
- 2017 PM51
- 2017 PO51
- 2017 PP51
- 2017 PQ51
- 2017 PR51
- 2017 PS51
- 2017 PT51
- 2017 PU51
- 2017 PV51
- 2017 PW51
- 2017 PX51
- 2017 PZ51
- 2017 PC52
- 2017 PE52
- 2017 PF52
- 2017 PH52
- 2017 PJ52
- 2017 PK52
- 2017 PL52
- 2017 PN52
- 2017 PO52
- 2017 PP52
- 2017 PR52
- 2017 PS52
- 2017 PT52
- 2017 PU52
- 2017 PV52
- 2017 PW52
- 2017 PX52
- 2017 PY52
- 2017 PZ52
- 2017 PA53
- 2017 PC53
- 2017 PD53
- 2017 PE53
- 2017 PG53
- 2017 PH53
- 2017 PJ53
- 2017 PK53
- 2017 PW53
- 2017 PA54
- 2017 PC54
- 2017 PD54
- 2017 PF54
- 2017 PG54
- 2017 PJ54
- 2017 PK54
- 2017 PL54
- 2017 PM54
- 2017 PO54
- 2017 PQ54
- 2017 PR54
- 2017 PS54
- 2017 PT54
- 2017 PV54
- 2017 PW54
- 2017 PZ54
- 2017 PD55
- 2017 PE55
- 2017 PF55
- 2017 PG55
- 2017 PK55
- 2017 PL55
- 2017 PM55
- 2017 PN55
- 2017 PO55
- 2017 PQ55
- 2017 PR55
- 2017 PS55
- 2017 PT55
- 2017 PV55
- 2017 PW55
- 2017 PX55
- 2017 PY55
- 2017 PA56
- 2017 PB56
- 2017 PC56
- 2017 PD56
- 2017 PE56
- 2017 PF56
- 2017 PH56
- 2017 PJ56
- 2017 PK56
- 2017 PL56
- 2017 PM56
- 2017 PN56
- 2017 PO56
- 2017 PP56
- 2017 PQ56
- 2017 PS56
- 2017 PT56
- 2017 PX56
- 2017 PZ56
- 2017 PA57
- 2017 PC57
- 2017 PD57
- 2017 PE57
- 2017 PF57
- 2017 PG57
- 2017 PH57
- 2017 PJ57
- 2017 PK57
- 2017 PL57
- 2017 PM57
- 2017 PN57
- 2017 PO57
- 2017 PP57
- 2017 PQ57
- 2017 PR57
- 2017 PS57
- 2017 PT57
- 2017 PU57
- 2017 PV57
- 2017 PZ57
- 2017 PA58
- 2017 PB58
- 2017 PC58
- 2017 PD58
- 2017 PE58
- 2017 PG58
- 2017 PH58
- 2017 PJ58
- 2017 PK58
- 2017 PL58
- 2017 PM58
- 2017 PN58
- 2017 PO58
- 2017 PQ58
- 2017 PR58
- 2017 PS58
- 2017 PT58
- 2017 PU58
- 2017 PV58
- 2017 PW58
- 2017 PX58
- 2017 PY58
- 2017 PB59
- 2017 PC59
- 2017 PD59
- 2017 PE59
- 2017 PF59
- 2017 PG59
- 2017 PH59
- 2017 PL59
- 2017 PN59
- 2017 PO59
- 2017 PP59
- 2017 PQ59
- 2017 PR59
- 2017 PS59
- 2017 PV59
- 2017 PW59
- 2017 PZ59
- 2017 PA60
- 2017 PB60
- 2017 PC60
- 2017 PD60
- 2017 PE60
- 2017 PF60
- 2017 PG60
- 2017 PH60
- 2017 PJ60
- 2017 PK60
- 2017 PL60
- 2017 PM60
- 2017 PN60
- 2017 PO60
- 2017 PP60
- 2017 PQ60
- 2017 PR60
- 2017 PS60
- 2017 PT60
- 2017 PU60
- 2017 PV60
- 2017 PW60
- 2017 PX60
- 2017 PY60
- 2017 PZ60
- 2017 PA61
- 2017 PD61
- 2017 PE61
- 2017 PF61
- 2017 PG61
- 2017 PH61
- 2017 PK61
- 2017 PL61
- 2017 PM61
- 2017 PN61
- 2017 PP61
- 2017 PR61
- 2017 PS61
- 2017 PT61
- 2017 PU61
- 2017 PV61
- 2017 PW61
- 2017 PZ61
- 2017 PB62
- 2017 PC62
- 2017 PD62
- 2017 PE62
- 2017 PF62
- 2017 PG62
- 2017 PH62
- 2017 PJ62
- 2017 PM62
- 2017 PN62
- 2017 PO62
- 2017 PP62
- 2017 PQ62
- 2017 PR62
- 2017 PS62
- 2017 PT62
- 2017 PU62
- 2017 PV62
- 2017 PW62
- 2017 PY62
- 2017 PZ62
- 2017 PA63
- 2017 PB63
- 2017 PD63
- 2017 PE63
- 2017 PF63
- 2017 PG63
- 2017 PH63
- 2017 PJ63
- 2017 PK63
- 2017 PL63
- 2017 PM63
- 2017 PN63
- 2017 PO63
- 2017 PP63
- 2017 PQ63
- 2017 PR63
- 2017 PS63
- 2017 PX63
- 2017 PZ63
- 2017 PA64
- 2017 PC64
- 2017 PD64
- 2017 PE64
- 2017 PF64
- 2017 PH64
- 2017 PJ64
- 2017 PK64
- 2017 PL64
- 2017 PM64
- 2017 PN64
- 2017 PO64
- 2017 PT64
- 2017 PU64
- 2017 PV64
- 2017 PW64
- 2017 PY64
- 2017 PZ64
- 2017 PA65
- 2017 PB65
- 2017 PC65
- 2017 PD65
- 2017 PE65
- 2017 PH65
- 2017 PJ65
- 2017 PK65
- 2017 PL65
- 2017 PM65
- 2017 PN65
- 2017 PO65
- 2017 PP65
- 2017 PQ65
- 2017 PR65
- 2017 PS65
- 2017 PT65
- 2017 PU65
- 2017 PV65
- 2017 PZ65
- 2017 PA66
- 2017 PB66
- 2017 PC66
- 2017 PD66
- 2017 PE66
- 2017 PF66
- 2017 PG66
- 2017 PH66
- 2017 PJ66
- 2017 PK66
- 2017 PL66
- 2017 PM66
- 2017 PN66
- 2017 PO66
- 2017 PP66
- 2017 PQ66
- 2017 PS66
- 2017 PT66
- 2017 PU66
- 2017 PV66
- 2017 PW66
- 2017 PX66
- 2017 PY66
- 2017 PZ66
- 2017 PA67
- 2017 PB67
- 2017 PC67
- 2017 PD67
- 2017 PF67
- 2017 PG67
- 2017 PH67
- 2017 PJ67
- 2017 PK67
- 2017 PL67
- 2017 PM67
- 2017 PN67
- 2017 PO67
- 2017 PP67
- 2017 PR67
- 2017 PT67
- 2017 PU67
- 2017 PV67
- 2017 PY67
- 2017 PA68
- 2017 PB68
- 2017 PC68
- 2017 PD68
- 2017 PE68
- 2017 PF68
- 2017 PG68
- 2017 PH68
- 2017 PK68
- 2017 PL68
- 2017 PM68
- 2017 PN68
- 2017 PO68
- 2017 PP68
- 2017 PQ68
- 2017 PR68
- 2017 PS68
- 2017 PT68
- 2017 PV68
- 2017 PX68
- 2017 PY68
- 2017 PB69
- 2017 PC69
- 2017 PD69
- 2017 PE69
- 2017 PF69
- 2017 PG69
- 2017 PH69
- 2017 PL69
- 2017 PM69
- 2017 PN69
- 2017 PO69
- 2017 PP69
- 2017 PQ69
- 2017 PR69
- 2017 PS69
- 2017 PT69
- 2017 PU69
- 2017 PV69
- 2017 PW69
- 2017 PX69
- 2017 PY69
- 2017 PZ69
- 2017 PB70
- 2017 PC70
- 2017 PD70
- 2017 PE70
- 2017 PF70
- 2017 PG70
- 2017 PH70
- 2017 PJ70
- 2017 PK70
- 2017 PL70
- 2017 PM70
- 2017 PN70
- 2017 PO70
- 2017 PP70
- 2017 PQ70
- 2017 PR70
- 2017 PS70
- 2017 PV70
- 2017 PW70
- 2017 PX70
- 2017 PZ70
- 2017 PA71
- 2017 PB71
- 2017 PC71
- 2017 PD71
- 2017 PE71
- 2017 PF71
- 2017 PG71
- 2017 PH71
- 2017 PJ71
- 2017 PK71
- 2017 PO71
- 2017 PP71
- 2017 PQ71
- 2017 PR71
- 2017 PS71
- 2017 PT71
- 2017 PU71
- 2017 PV71
- 2017 PX71
- 2017 PY71
- 2017 PZ71
- 2017 PA72
- 2017 PB72
- 2017 PE72
- 2017 PF72
- 2017 PG72
- 2017 PH72
- 2017 PJ72
- 2017 PK72
- 2017 PL72
- 2017 PM72
- 2017 PO72
- 2017 PP72
- 2017 PQ72
- 2017 PR72
- 2017 PS72
- 2017 PT72
- 2017 PU72
- 2017 PV72
- 2017 PW72
- 2017 PX72
- 2017 PY72
- 2017 PZ72
- 2017 PA73
- 2017 PB73
- 2017 PC73
- 2017 PD73
- 2017 PE73
- 2017 PF73
- 2017 PG73
- 2017 PH73
- 2017 PJ73
- 2017 PK73
- 2017 PL73
- 2017 PM73
- 2017 PN73
- 2017 PO73
- 2017 PP73
- 2017 PQ73
- 2017 PR73
- 2017 PS73
- 2017 PT73
- 2017 PU73
- 2017 PV73
- 2017 PX73
- 2017 PY73
- 2017 PZ73
- 2017 PA74
- 2017 PB74
- 2017 PC74
- 2017 PD74
- 2017 PE74
- 2017 PF74
- 2017 PG74
- 2017 PH74
- 2017 PJ74
- 2017 PK74
- 2017 PL74
- 2017 PM74
- 2017 PN74
- 2017 PO74
- 2017 PP74
- 2017 PQ74
- 2017 PR74
- 2017 PS74
- 2017 PT74
- 2017 PU74
- 2017 PV74
- 2017 PW74
- 2017 PX74
- 2017 PY74
- 2017 PA75
- 2017 PB75
- 2017 PC75
- 2017 PE75
- 2017 PF75
- 2017 PG75
- 2017 PH75
- 2017 PJ75
- 2017 PL75
- 2017 PM75
- 2017 PN75
- 2017 PO75
- 2017 PP75
- 2017 PQ75
- 2017 PR75
- 2017 PS75
- 2017 PT75
- 2017 PU75
- 2017 PV75
- 2017 PW75
- 2017 PX75
- 2017 PY75
- 2017 PZ75
- 2017 PA76
- 2017 PB76
- 2017 PC76
- 2017 PD76
- 2017 PE76
- 2017 PF76
- 2017 PG76
- 2017 PH76
- 2017 PJ76
- 2017 PK76
- 2017 PL76
- 2017 PM76
- 2017 PO76
- 2017 PP76
- 2017 PQ76
- 2017 PR76
- 2017 PS76
- 2017 PT76
- 2017 PU76
- 2017 PV76
- 2017 PW76
- 2017 PX76
- 2017 PY76
- 2017 PZ76
- 2017 PA77
- 2017 PB77
- 2017 PC77
- 2017 PD77
- 2017 PE77
- 2017 PF77
- 2017 PG77
- 2017 PH77
- 2017 PJ77
- 2017 PK77
- 2017 PL77
- 2017 PM77
- 2017 PN77
- 2017 PO77
- 2017 PP77
- 2017 PQ77
- 2017 PR77
- 2017 PS77
- 2017 PT77
- 2017 PU77
- 2017 PV77
- 2017 PW77
- 2017 PX77
- 2017 PY77
- 2017 PA78
- 2017 PB78
- 2017 PC78
- 2017 PD78
- 2017 PE78
- 2017 PF78
- 2017 PG78
- 2017 PH78
- 2017 PJ78
- 2017 PK78
- 2017 PL78
- 2017 PM78
- 2017 PN78
- 2017 PO78
- 2017 PP78
- 2017 PQ78
- 2017 PR78
- 2017 PS78
- 2017 PT78
- 2017 PU78
- 2017 PV78
- 2017 PW78
- 2017 PX78
- 2017 PY78
- 2017 PZ78
- 2017 PA79
- 2017 PB79
- 2017 PC79
- 2017 PD79
- 2017 PE79
- 2017 PG79
- 2017 PH79
- 2017 PJ79
- 2017 PK79
- 2017 PL79
- 2017 PM79
- 2017 PN79
- 2017 PO79
- 2017 PP79
- 2017 PQ79
- 2017 PR79
- 2017 PS79
- 2017 PT79
- 2017 PU79
- 2017 PV79
- 2017 PW79
- 2017 PX79
- 2017 PY79
- 2017 PZ79
- 2017 PA80
- 2017 PB80
- 2017 PC80
- 2017 PD80
- 2017 PE80
- 2017 PF80
- 2017 PG80
- 2017 PH80
- 2017 PJ80
- 2017 PK80
- 2017 PL80
- 2017 PN80
- 2017 PO80
- 2017 PP80
- 2017 PQ80
- 2017 PR80
- 2017 PS80
- 2017 PT80
- 2017 PU80
- 2017 PV80
- 2017 PW80
- 2017 PX80
- 2017 PY80
- 2017 PZ80
- 2017 PA81
- 2017 PB81
- 2017 PC81
- 2017 PD81
- 2017 PE81
- 2017 PF81
- 2017 PG81
- 2017 PH81
- 2017 PJ81
- 2017 PK81
- 2017 PM81
- 2017 PN81
- 2017 PO81
- 2017 PP81
- 2017 PQ81
- 2017 PR81
- 2017 PS81
- 2017 PT81
- 2017 PU81
- 2017 PV81
- 2017 PW81
- 2017 PX81
- 2017 PY81
- 2017 PZ81
- 2017 PA82
- 2017 PB82
- 2017 PC82
- 2017 PD82
- 2017 PE82
- 2017 PF82
- 2017 PG82
- 2017 PH82
- 2017 PJ82
- 2017 PK82
- 2017 PL82
- 2017 PM82
- 2017 PN82
- 2017 PO82
- 2017 PP82
- 2017 PQ82
- 2017 PR82
- 2017 PS82
- 2017 PT82
- 2017 PU82
- 2017 PV82
- 2017 PW82
- 2017 PX82
- 2017 PY82
- 2017 PZ82
- 2017 PA83
- 2017 PB83
- 2017 PC83
- 2017 PD83
- 2017 PE83
- 2017 PF83
- 2017 PG83
- 2017 PH83
- 2017 PJ83
- 2017 PK83
- 2017 PL83
- 2017 PM83
- 2017 PN83
- 2017 PO83
- 2017 PP83
- 2017 PQ83
- 2017 PR83
- 2017 PS83
- 2017 PT83
- 2017 PU83
- 2017 PV83
- 2017 PW83
- 2017 PX83
- 2017 PY83
- 2017 PZ83
- 2017 PA84
- 2017 PB84
- 2017 PC84
- 2017 PD84
- 2017 PE84
- 2017 PF84
- 2017 PH84
- 2017 PJ84
- 2017 PK84
- 2017 PL84
- 2017 PM84
- 2017 PN84
- 2017 PO84
- 2017 PP84
- 2017 PQ84
- 2017 PR84
- 2017 PS84
- 2017 PT84
- 2017 PU84
- 2017 PV84
- 2017 PW84
- 2017 PX84
- 2017 PY84
- 2017 PZ84
- 2017 PA85
- 2017 PB85
- 2017 PC85
- 2017 PD85
- 2017 PE85
- 2017 PF85
- 2017 PG85
- 2017 PJ85
- 2017 PK85
- 2017 PM85
- 2017 PN85
- 2017 PO85
- 2017 PP85
- 2017 PQ85
- 2017 PR85
- 2017 PS85
- 2017 PT85
- 2017 PU85
- 2017 PV85
- 2017 PW85
- 2017 PX85
- 2017 PY85
- 2017 PZ85
- 2017 PA86
- 2017 PC86
- 2017 PD86
- 2017 PF86
- 2017 PG86
- 2017 PH86
- 2017 PJ86
- 2017 PK86
- 2017 PL86
- 2017 PM86
- 2017 PN86
- 2017 PO86
- 2017 PP86
- 2017 PR86
- 2017 PS86
- 2017 PT86
- 2017 PU86
- 2017 PV86
- 2017 PW86
- 2017 PX86
- 2017 PY86
- 2017 PZ86
- 2017 PA87
- 2017 PB87
- 2017 PC87
- 2017 PD87
- 2017 PE87
- 2017 PF87
- 2017 PG87
- 2017 PH87
- 2017 PK87
- 2017 PL87
- 2017 PM87
- 2017 PN87
- 2017 PO87
- 2017 PP87
- 2017 PQ87
- 2017 PR87
- 2017 PS87
- 2017 PT87
- 2017 PU87
- 2017 PW87
- 2017 PX87
- 2017 PY87
- 2017 PZ87
- 2017 PA88
- 2017 PB88
- 2017 PC88
- 2017 PD88
- 2017 PE88
- 2017 PF88
- 2017 PG88
- 2017 PH88
- 2017 PJ88
- 2017 PK88
- 2017 PL88
- 2017 PM88
- 2017 PN88
- 2017 PO88
- 2017 PP88
- 2017 PQ88
- 2017 PR88
- 2017 PS88
- 2017 PT88
- 2017 PU88
- 2017 PV88
- 2017 PW88
- 2017 PX88
- 2017 PY88
- 2017 PZ88
- 2017 PA89
- 2017 PB89
- 2017 PC89
- 2017 PD89
- 2017 PE89
- 2017 PF89
- 2017 PG89
- 2017 PH89
- 2017 PJ89
- 2017 PK89
- 2017 PL89
- 2017 PN89
- 2017 PP89
- 2017 PQ89
- 2017 PR89
- 2017 PS89
- 2017 PT89
- 2017 PU89
- 2017 PV89
- 2017 PW89
- 2017 PX89
- 2017 PY89
- 2017 PZ89
- 2017 PA90
- 2017 PC90
- 2017 PD90
- 2017 PE90
- 2017 PF90
- 2017 PG90
- 2017 PH90
- 2017 PJ90
- 2017 PK90
- 2017 PL90
- 2017 PM90
- 2017 PN90
- 2017 PO90
- 2017 PP90
- 2017 PQ90
- 2017 PR90
- 2017 PS90
- 2017 PT90
- 2017 PU90
- 2017 PW90
- 2017 PX90
- 2017 PY90
- 2017 PZ90
- 2017 PA91
- 2017 PB91
- 2017 PC91
- 2017 PD91
- 2017 PE91
- 2017 PF91
- 2017 PG91
- 2017 PH91
- 2017 PJ91
- 2017 PK91
- 2017 PL91
- 2017 PM91
- 2017 PN91
- 2017 PO91
- 2017 PP91
- 2017 PQ91
- 2017 PR91
- 2017 PS91
- 2017 PT91
- 2017 PU91
- 2017 PV91
- 2017 PW91
- 2017 PX91
- 2017 PY91
- 2017 PZ91
- 2017 PA92
- 2017 PB92
- 2017 PC92
- 2017 PD92
- 2017 PE92
- 2017 PF92
- 2017 PG92
- 2017 PH92
- 2017 PJ92
- 2017 PK92

### Du 16 au 31 août 2017
- 2017 QA
- 2017 QB
- 2017 QC
- 2017 QD
- 2017 QF
- 2017 QG
- 2017 QJ
- 2017 QK
- 2017 QL
- 2017 QM
- 2017 QN
- 2017 QO
- 2017 QP
- 2017 QQ
- 2017 QR
- 2017 QS
- 2017 QT
- 2017 QV
- 2017 QZ
- 2017 QA1
- 2017 QB1
- 2017 QC1
- 2017 QH1
- 2017 QK1
- 2017 QM1
- 2017 QN1
- 2017 QO1
- 2017 QP1
- 2017 QQ1
- 2017 QR1
- 2017 QS1
- 2017 QT1
- 2017 QU1
- 2017 QV1
- 2017 QW1
- 2017 QX1
- 2017 QZ1
- 2017 QA2
- 2017 QB2
- 2017 QC2
- 2017 QD2
- 2017 QE2
- 2017 QF2
- 2017 QG2
- 2017 QH2
- 2017 QJ2
- 2017 QK2
- 2017 QL2
- 2017 QM2
- 2017 QN2
- 2017 QO2
- 2017 QP2
- 2017 QQ2
- 2017 QR2
- 2017 QS2
- 2017 QT2
- 2017 QU2
- 2017 QW2
- 2017 QX2
- 2017 QY2
- 2017 QZ2
- 2017 QA3
- 2017 QB3
- 2017 QC3
- 2017 QD3
- 2017 QE3
- 2017 QF3
- 2017 QG3
- 2017 QH3
- 2017 QJ3
- 2017 QO3
- 2017 QQ3
- 2017 QR3
- 2017 QV3
- 2017 QN4
- 2017 QP4
- 2017 QQ4
- 2017 QU4
- 2017 QV4
- 2017 QZ4
- 2017 QF5
- 2017 QJ5
- 2017 QK5
- 2017 QM5
- 2017 QO5
- 2017 QP5
- 2017 QS5
- 2017 QX5
- 2017 QY5
- 2017 QZ5
- 2017 QD6
- 2017 QH6
- 2017 QM6
- 2017 QP6
- 2017 QR6
- 2017 QS6
- 2017 QT6
- 2017 QU6
- 2017 QW6
- 2017 QB7
- 2017 QC7
- 2017 QG7
- 2017 QH7
- 2017 QL7
- 2017 QN7
- 2017 QW7
- 2017 QY7
- 2017 QZ7
- 2017 QC8
- 2017 QE8
- 2017 QG8
- 2017 QJ8
- 2017 QK8
- 2017 QL8
- 2017 QQ8
- 2017 QS8
- 2017 QT8
- 2017 QU8
- 2017 QV8
- 2017 QX8
- 2017 QY8
- 2017 QA9
- 2017 QB9
- 2017 QG9
- 2017 QH9
- 2017 QJ9
- 2017 QK9
- 2017 QL9
- 2017 QM9
- 2017 QP9
- 2017 QS9
- 2017 QT9
- 2017 QX9
- 2017 QY9
- 2017 QD10
- 2017 QH10
- 2017 QK10
- 2017 QN10
- 2017 QO10
- 2017 QS10
- 2017 QT10
- 2017 QU10
- 2017 QZ10
- 2017 QA11
- 2017 QC11
- 2017 QE11
- 2017 QF11
- 2017 QG11
- 2017 QJ11
- 2017 QL11
- 2017 QM11
- 2017 QN11
- 2017 QR11
- 2017 QS11
- 2017 QT11
- 2017 QW11
- 2017 QY11
- 2017 QA12
- 2017 QC12
- 2017 QD12
- 2017 QE12
- 2017 QG12
- 2017 QH12
- 2017 QL12
- 2017 QN12
- 2017 QQ12
- 2017 QU12
- 2017 QV12
- 2017 QZ12
- 2017 QA13
- 2017 QB13
- 2017 QE13
- 2017 QF13
- 2017 QG13
- 2017 QJ13
- 2017 QL13
- 2017 QP13
- 2017 QQ13
- 2017 QS13
- 2017 QW13
- 2017 QE14
- 2017 QJ14
- 2017 QL14
- 2017 QM14
- 2017 QQ14
- 2017 QS14
- 2017 QT14
- 2017 QU14
- 2017 QX14
- 2017 QY14
- 2017 QA15
- 2017 QE15
- 2017 QL15
- 2017 QN15
- 2017 QU15
- 2017 QV15
- 2017 QY15
- 2017 QA16
- 2017 QD16
- 2017 QF16
- 2017 QH16
- 2017 QJ16
- 2017 QK16
- 2017 QL16
- 2017 QM16
- 2017 QN16
- 2017 QO16
- 2017 QP16
- 2017 QQ16
- 2017 QR16
- 2017 QS16
- 2017 QT16
- 2017 QU16
- 2017 QV16
- 2017 QW16
- 2017 QX16
- 2017 QY16
- 2017 QZ16
- 2017 QA17
- 2017 QB17
- 2017 QC17
- 2017 QD17
- 2017 QE17
- 2017 QG17
- 2017 QH17
- 2017 QK17
- 2017 QL17
- 2017 QM17
- 2017 QN17
- 2017 QO17
- 2017 QQ17
- 2017 QR17
- 2017 QS17
- 2017 QT17
- 2017 QU17
- 2017 QV17
- 2017 QW17
- 2017 QX17
- 2017 QY17
- 2017 QZ17
- 2017 QA18
- 2017 QB18
- 2017 QD18
- 2017 QE18
- 2017 QF18
- 2017 QG18
- 2017 QH18
- 2017 QJ18
- 2017 QK18
- 2017 QL18
- 2017 QN18
- 2017 QP18
- 2017 QT18
- 2017 QU18
- 2017 QW18
- 2017 QY18
- 2017 QB19
- 2017 QD19
- 2017 QE19
- 2017 QF19
- 2017 QK19
- 2017 QL19
- 2017 QN19
- 2017 QO19
- 2017 QQ19
- 2017 QS19
- 2017 QU19
- 2017 QY19
- 2017 QZ19
- 2017 QA20
- 2017 QB20
- 2017 QC20
- 2017 QE20
- 2017 QF20
- 2017 QJ20
- 2017 QN20
- 2017 QO20
- 2017 QR20
- 2017 QU20
- 2017 QC21
- 2017 QE21
- 2017 QF21
- 2017 QG21
- 2017 QH21
- 2017 QJ21
- 2017 QK21
- 2017 QN21
- 2017 QO21
- 2017 QP21
- 2017 QR21
- 2017 QS21
- 2017 QT21
- 2017 QX21
- 2017 QY21
- 2017 QZ21
- 2017 QC22
- 2017 QE22
- 2017 QG22
- 2017 QK22
- 2017 QL22
- 2017 QM22
- 2017 QO22
- 2017 QP22
- 2017 QR22
- 2017 QS22
- 2017 QT22
- 2017 QU22
- 2017 QW22
- 2017 QY22
- 2017 QA23
- 2017 QF23
- 2017 QG23
- 2017 QK23
- 2017 QM23
- 2017 QO23
- 2017 QQ23
- 2017 QR23
- 2017 QZ23
- 2017 QB24
- 2017 QD24
- 2017 QH24
- 2017 QN24
- 2017 QV24
- 2017 QC25
- 2017 QD25
- 2017 QE25
- 2017 QL25
- 2017 QU25
- 2017 QE26
- 2017 QF26
- 2017 QK26
- 2017 QM26
- 2017 QN26
- 2017 QO26
- 2017 QR26
- 2017 QU26
- 2017 QW26
- 2017 QZ26
- 2017 QA27
- 2017 QB27
- 2017 QC27
- 2017 QF27
- 2017 QK27
- 2017 QM27
- 2017 QN27
- 2017 QQ27
- 2017 QS27
- 2017 QV27
- 2017 QX27
- 2017 QY27
- 2017 QZ27
- 2017 QB28
- 2017 QD28
- 2017 QE28
- 2017 QJ28
- 2017 QK28
- 2017 QM28
- 2017 QN28
- 2017 QQ28
- 2017 QR28
- 2017 QS28
- 2017 QT28
- 2017 QU28
- 2017 QW28
- 2017 QX28
- 2017 QY28
- 2017 QD29
- 2017 QF29
- 2017 QG29
- 2017 QK29
- 2017 QM29
- 2017 QO29
- 2017 QQ29
- 2017 QU29
- 2017 QV29
- 2017 QY29
- 2017 QZ29
- 2017 QF30
- 2017 QJ30
- 2017 QK30
- 2017 QP30
- 2017 QQ30
- 2017 QS30
- 2017 QT30
- 2017 QW30
- 2017 QX30
- 2017 QC31
- 2017 QK31
- 2017 QS31
- 2017 QW31
- 2017 QX31
- 2017 QA32
- 2017 QE32
- 2017 QH32
- 2017 QM32
- 2017 QN32
- 2017 QO32
- 2017 QP32
- 2017 QQ32
- 2017 QR32
- 2017 QS32
- 2017 QT32
- 2017 QU32
- 2017 QV32
- 2017 QW32
- 2017 QX32
- 2017 QY32
- 2017 QZ32
- 2017 QA33
- 2017 QB33
- 2017 QC33
- 2017 QD33
- 2017 QF33
- 2017 QG33
- 2017 QH33
- 2017 QJ33
- 2017 QK33
- 2017 QL33
- 2017 QM33
- 2017 QN33
- 2017 QP33
- 2017 QQ33
- 2017 QR33
- 2017 QS33
- 2017 QT33
- 2017 QU33
- 2017 QV33
- 2017 QX33
- 2017 QB34
- 2017 QM34
- 2017 QP34
- 2017 QQ34
- 2017 QR34
- 2017 QS34
- 2017 QT34
- 2017 QU34
- 2017 QV34
- 2017 QW34
- 2017 QX34
- 2017 QY34
- 2017 QZ34
- 2017 QA35
- 2017 QB35
- 2017 QC35
- 2017 QD35
- 2017 QE35
- 2017 QF35
- 2017 QH35
- 2017 QK35
- 2017 QL35
- 2017 QM35
- 2017 QN35
- 2017 QO35
- 2017 QP35
- 2017 QQ35
- 2017 QR35
- 2017 QS35
- 2017 QT35
- 2017 QU35
- 2017 QV35
- 2017 QW35
- 2017 QX35
- 2017 QY35
- 2017 QB36
- 2017 QC36
- 2017 QE36
- 2017 QF36
- 2017 QN36
- 2017 QO36
- 2017 QP36
- 2017 QT36
- 2017 QA37
- 2017 QB37
- 2017 QJ37
- 2017 QK37
- 2017 QR37
- 2017 QT37
- 2017 QW37
- 2017 QX37
- 2017 QY37
- 2017 QB38
- 2017 QC38
- 2017 QD38
- 2017 QF38
- 2017 QG38
- 2017 QH38
- 2017 QJ38
- 2017 QK38
- 2017 QL38
- 2017 QM38
- 2017 QO38
- 2017 QP38
- 2017 QR38
- 2017 QU38
- 2017 QV38
- 2017 QW38
- 2017 QX38
- 2017 QB39
- 2017 QE39
- 2017 QG39
- 2017 QH39
- 2017 QJ39
- 2017 QL39
- 2017 QM39
- 2017 QN39
- 2017 QQ39
- 2017 QR39
- 2017 QS39
- 2017 QV39
- 2017 QH40
- 2017 QJ40
- 2017 QK40
- 2017 QV40
- 2017 QY40
- 2017 QZ40
- 2017 QA41
- 2017 QD41
- 2017 QE41
- 2017 QF41
- 2017 QH41
- 2017 QJ41
- 2017 QK41
- 2017 QL41
- 2017 QM41
- 2017 QO41
- 2017 QP41
- 2017 QQ41
- 2017 QW41
- 2017 QX41
- 2017 QD42
- 2017 QJ42
- 2017 QM42
- 2017 QO42
- 2017 QR42
- 2017 QS42
- 2017 QT42
- 2017 QU42
- 2017 QW42
- 2017 QY42
- 2017 QA43
- 2017 QB43
- 2017 QC43
- 2017 QD43
- 2017 QG43
- 2017 QJ43
- 2017 QL43
- 2017 QM43
- 2017 QN43
- 2017 QO43
- 2017 QP43
- 2017 QS43
- 2017 QT43
- 2017 QV43
- 2017 QW43
- 2017 QX43
- 2017 QZ43
- 2017 QA44
- 2017 QC44
- 2017 QD44
- 2017 QE44
- 2017 QF44
- 2017 QL44
- 2017 QM44
- 2017 QN44
- 2017 QO44
- 2017 QP44
- 2017 QQ44
- 2017 QR44
- 2017 QV44
- 2017 QW44
- 2017 QA45
- 2017 QB45
- 2017 QC45
- 2017 QD45
- 2017 QE45
- 2017 QF45
- 2017 QG45
- 2017 QN45
- 2017 QQ45
- 2017 QT45
- 2017 QU45
- 2017 QV45
- 2017 QZ45
- 2017 QA46
- 2017 QB46
- 2017 QC46
- 2017 QD46
- 2017 QE46
- 2017 QF46
- 2017 QH46
- 2017 QJ46
- 2017 QM46
- 2017 QN46
- 2017 QO46
- 2017 QR46
- 2017 QS46
- 2017 QU46
- 2017 QV46
- 2017 QW46
- 2017 QY46
- 2017 QA47
- 2017 QB47
- 2017 QC47
- 2017 QD47
- 2017 QE47
- 2017 QF47
- 2017 QG47
- 2017 QK47
- 2017 QL47
- 2017 QN47
- 2017 QP47
- 2017 QQ47
- 2017 QR47
- 2017 QT47
- 2017 QV47
- 2017 QW47
- 2017 QY47
- 2017 QZ47
- 2017 QB48
- 2017 QC48
- 2017 QE48
- 2017 QF48
- 2017 QG48
- 2017 QJ48
- 2017 QM48
- 2017 QN48
- 2017 QP48
- 2017 QR48
- 2017 QT48
- 2017 QW48
- 2017 QY48
- 2017 QA49
- 2017 QB49
- 2017 QC49
- 2017 QD49
- 2017 QF49
- 2017 QG49
- 2017 QH49
- 2017 QJ49
- 2017 QL49
- 2017 QN49
- 2017 QP49
- 2017 QS49
- 2017 QT49
- 2017 QU49
- 2017 QW49
- 2017 QY49
- 2017 QZ49
- 2017 QF50
- 2017 QG50
- 2017 QH50
- 2017 QJ50
- 2017 QK50
- 2017 QQ50
- 2017 QR50
- 2017 QS50
- 2017 QZ50
- 2017 QD51
- 2017 QE51
- 2017 QJ51
- 2017 QK51
- 2017 QL51
- 2017 QR51
- 2017 QV51
- 2017 QD52
- 2017 QE52
- 2017 QK52
- 2017 QL52
- 2017 QQ52
- 2017 QV52
- 2017 QW52
- 2017 QZ52
- 2017 QA53
- 2017 QB53
- 2017 QC53
- 2017 QH53
- 2017 QR53
- 2017 QS53
- 2017 QT53
- 2017 QV53
- 2017 QZ53
- 2017 QA54
- 2017 QC54
- 2017 QD54
- 2017 QK54
- 2017 QM54
- 2017 QU54
- 2017 QB55
- 2017 QC55
- 2017 QK55
- 2017 QM55
- 2017 QO55
- 2017 QX55
- 2017 QY55
- 2017 QA56
- 2017 QB56
- 2017 QC56
- 2017 QG56
- 2017 QH56
- 2017 QK56
- 2017 QN56
- 2017 QO56
- 2017 QB57
- 2017 QC57
- 2017 QF57
- 2017 QH57
- 2017 QJ57
- 2017 QN57
- 2017 QS57
- 2017 QV57
- 2017 QY57
- 2017 QM58
- 2017 QN58
- 2017 QY58
- 2017 QZ58
- 2017 QK59
- 2017 QL59
- 2017 QP59
- 2017 QR59
- 2017 QS59
- 2017 QY59
- 2017 QA60
- 2017 QG60
- 2017 QO60
- 2017 QR60
- 2017 QV60
- 2017 QM61
- 2017 QO61
- 2017 QP61
- 2017 QQ61
- 2017 QR61
- 2017 QS61
- 2017 QT61
- 2017 QA62
- 2017 QB62
- 2017 QD62
- 2017 QF62
- 2017 QG62
- 2017 QM62
- 2017 QO62
- 2017 QP62
- 2017 QQ62
- 2017 QS62
- 2017 QT62
- 2017 QV62
- 2017 QA63
- 2017 QB63
- 2017 QE63
- 2017 QJ63
- 2017 QK63
- 2017 QM63
- 2017 QN63
- 2017 QQ63
- 2017 QT63
- 2017 QU63
- 2017 QW63
- 2017 QA64
- 2017 QE64
- 2017 QF64
- 2017 QG64
- 2017 QK64
- 2017 QL64
- 2017 QN64
- 2017 QQ64
- 2017 QR64
- 2017 QS64
- 2017 QU64
- 2017 QX64
- 2017 QA65
- 2017 QC65
- 2017 QD65
- 2017 QJ65
- 2017 QN65
- 2017 QO65
- 2017 QP65
- 2017 QR65
- 2017 QU65
- 2017 QV65
- 2017 QW65
- 2017 QY65
- 2017 QZ65
- 2017 QA66
- 2017 QB66
- 2017 QE66
- 2017 QG66
- 2017 QH66
- 2017 QJ66
- 2017 QL66
- 2017 QM66
- 2017 QO66
- 2017 QW66
- 2017 QY66
- 2017 QZ66
- 2017 QA67
- 2017 QE67
- 2017 QG67
- 2017 QK67
- 2017 QM67
- 2017 QN67
- 2017 QV67
- 2017 QW67
- 2017 QZ67
- 2017 QB68
- 2017 QC68
- 2017 QD68
- 2017 QE68
- 2017 QF68
- 2017 QG68
- 2017 QJ68
- 2017 QK68
- 2017 QL68
- 2017 QM68
- 2017 QN68
- 2017 QO68
- 2017 QP68
- 2017 QQ68
- 2017 QR68
- 2017 QS68
- 2017 QT68
- 2017 QU68
- 2017 QV68
- 2017 QW68
- 2017 QX68
- 2017 QY68
- 2017 QZ68
- 2017 QA69
- 2017 QC69
- 2017 QF69
- 2017 QH69
- 2017 QJ69
- 2017 QK69
- 2017 QL69
- 2017 QM69
- 2017 QN69
- 2017 QO69
- 2017 QP69
- 2017 QQ69
- 2017 QR69
- 2017 QS69
- 2017 QT69
- 2017 QU69
- 2017 QV69
- 2017 QW69
- 2017 QX69
- 2017 QY69
- 2017 QZ69
- 2017 QA70
- 2017 QB70
- 2017 QC70
- 2017 QD70
- 2017 QE70
- 2017 QF70
- 2017 QG70
- 2017 QH70
- 2017 QJ70
- 2017 QK70
- 2017 QM70
- 2017 QO70
- 2017 QQ70
- 2017 QR70
- 2017 QS70
- 2017 QT70
- 2017 QU70
- 2017 QV70
- 2017 QW70
- 2017 QX70
- 2017 QY70
- 2017 QZ70
- 2017 QA71
- 2017 QB71
- 2017 QD71
- 2017 QE71
- 2017 QF71
- 2017 QG71
- 2017 QJ71
- 2017 QK71
- 2017 QL71
- 2017 QM71
- 2017 QN71
- 2017 QO71
- 2017 QP71
- 2017 QQ71
- 2017 QR71
- 2017 QS71
- 2017 QU71
- 2017 QW71
- 2017 QX71
- 2017 QY71
- 2017 QZ71
- 2017 QA72
- 2017 QB72
- 2017 QC72
- 2017 QD72
- 2017 QE72
- 2017 QF72
- 2017 QG72
- 2017 QH72
- 2017 QJ72
- 2017 QK72
- 2017 QL72
- 2017 QM72
- 2017 QN72
- 2017 QO72
- 2017 QP72
- 2017 QQ72
- 2017 QR72
- 2017 QS72
- 2017 QT72
- 2017 QU72
- 2017 QV72
- 2017 QW72
- 2017 QY72
- 2017 QZ72
- 2017 QA73
- 2017 QB73
- 2017 QC73
- 2017 QD73
- 2017 QE73
- 2017 QF73
- 2017 QG73
- 2017 QH73
- 2017 QK73
- 2017 QL73
- 2017 QN73
- 2017 QO73
- 2017 QP73
- 2017 QQ73
- 2017 QR73
- 2017 QS73
- 2017 QT73
- 2017 QU73
- 2017 QW73
- 2017 QX73
- 2017 QY73
- 2017 QZ73
- 2017 QA74
- 2017 QB74
- 2017 QC74
- 2017 QD74
- 2017 QE74
- 2017 QF74
- 2017 QG74
- 2017 QH74
- 2017 QJ74
- 2017 QL74
- 2017 QM74
- 2017 QN74
- 2017 QO74
- 2017 QP74
- 2017 QQ74
- 2017 QR74
- 2017 QS74
- 2017 QT74
- 2017 QU74
- 2017 QV74
- 2017 QW74
- 2017 QX74
- 2017 QY74
- 2017 QZ74
- 2017 QA75
- 2017 QB75
- 2017 QC75
- 2017 QD75
- 2017 QE75
- 2017 QF75
- 2017 QH75
- 2017 QL75
- 2017 QM75
- 2017 QN75
- 2017 QO75
- 2017 QP75
- 2017 QS75
- 2017 QT75
- 2017 QU75
- 2017 QV75
- 2017 QX75
- 2017 QY75
- 2017 QZ75
- 2017 QA76
- 2017 QB76
- 2017 QC76
- 2017 QD76
- 2017 QE76
- 2017 QF76
- 2017 QG76
- 2017 QH76
- 2017 QJ76
- 2017 QK76
- 2017 QL76
- 2017 QM76
- 2017 QN76
- 2017 QO76
- 2017 QP76
- 2017 QQ76
- 2017 QR76
- 2017 QS76
- 2017 QT76
- 2017 QW76
- 2017 QX76
- 2017 QY76
- 2017 QZ76
- 2017 QA77
- 2017 QC77
- 2017 QD77
- 2017 QE77
- 2017 QF77
- 2017 QG77
- 2017 QH77
- 2017 QJ77
- 2017 QL77
- 2017 QM77
- 2017 QN77
- 2017 QO77
- 2017 QP77
- 2017 QQ77
- 2017 QR77
- 2017 QS77
- 2017 QT77
- 2017 QU77
- 2017 QV77
- 2017 QW77
- 2017 QX77
- 2017 QY77
- 2017 QZ77
- 2017 QA78
- 2017 QB78
- 2017 QC78
- 2017 QD78
- 2017 QE78
- 2017 QF78
- 2017 QG78
- 2017 QH78
- 2017 QJ78
- 2017 QK78
- 2017 QL78
- 2017 QM78
- 2017 QN78
- 2017 QO78
- 2017 QP78
- 2017 QR78
- 2017 QS78
- 2017 QT78
- 2017 QU78
- 2017 QW78
- 2017 QX78
- 2017 QY78
- 2017 QZ78
- 2017 QB79
- 2017 QD79
- 2017 QF79
- 2017 QG79
- 2017 QH79
- 2017 QJ79
- 2017 QK79
- 2017 QL79
- 2017 QM79
- 2017 QN79
- 2017 QO79
- 2017 QP79
- 2017 QQ79
- 2017 QR79
- 2017 QS79
- 2017 QT79
- 2017 QU79
- 2017 QV79
- 2017 QW79
- 2017 QX79
- 2017 QY79
- 2017 QZ79
- 2017 QA80
- 2017 QB80
- 2017 QC80
- 2017 QD80
- 2017 QE80
- 2017 QF80
- 2017 QG80
- 2017 QJ80
- 2017 QK80
- 2017 QL80
- 2017 QM80
- 2017 QN80
- 2017 QO80
- 2017 QP80
- 2017 QQ80
- 2017 QR80
- 2017 QS80
- 2017 QT80
- 2017 QU80
- 2017 QV80
- 2017 QW80
- 2017 QX80
- 2017 QY80
- 2017 QZ80
- 2017 QA81
- 2017 QB81
- 2017 QC81
- 2017 QD81
- 2017 QF81
- 2017 QG81
- 2017 QH81
- 2017 QJ81
- 2017 QK81
- 2017 QM81
- 2017 QN81
- 2017 QO81
- 2017 QP81
- 2017 QQ81
- 2017 QR81
- 2017 QS81
- 2017 QT81
- 2017 QU81
- 2017 QW81
- 2017 QX81
- 2017 QY81
- 2017 QZ81
- 2017 QA82
- 2017 QB82
- 2017 QC82
- 2017 QD82
- 2017 QE82
- 2017 QF82
- 2017 QG82
- 2017 QH82
- 2017 QJ82
- 2017 QK82
- 2017 QL82
- 2017 QM82
- 2017 QN82
- 2017 QO82
- 2017 QP82
- 2017 QQ82
- 2017 QR82
- 2017 QS82
- 2017 QT82
- 2017 QU82
- 2017 QV82
- 2017 QX82
- 2017 QY82
- 2017 QZ82
- 2017 QA83
- 2017 QB83
- 2017 QC83
- 2017 QD83
- 2017 QE83
- 2017 QF83
- 2017 QG83
- 2017 QH83
- 2017 QJ83
- 2017 QK83
- 2017 QL83
- 2017 QO83
- 2017 QP83
- 2017 QQ83
- 2017 QR83
- 2017 QT83
- 2017 QW83
- 2017 QX83
- 2017 QY83
- 2017 QZ83
- 2017 QA84
- 2017 QB84
- 2017 QC84
- 2017 QD84
- 2017 QE84
- 2017 QF84
- 2017 QG84
- 2017 QH84
- 2017 QJ84
- 2017 QL84
- 2017 QM84
- 2017 QN84
- 2017 QO84
- 2017 QP84
- 2017 QQ84
- 2017 QR84
- 2017 QS84
- 2017 QT84
- 2017 QW84
- 2017 QX84
- 2017 QY84
- 2017 QZ84
- 2017 QA85
- 2017 QB85
- 2017 QC85
- 2017 QD85
- 2017 QE85
- 2017 QF85
- 2017 QG85
- 2017 QH85
- 2017 QJ85
- 2017 QK85
- 2017 QL85
- 2017 QN85
- 2017 QO85
- 2017 QP85
- 2017 QQ85
- 2017 QR85
- 2017 QS85
- 2017 QT85
- 2017 QU85
- 2017 QV85
- 2017 QW85
- 2017 QY85
- 2017 QZ85
- 2017 QA86
- 2017 QB86
- 2017 QC86
- 2017 QD86
- 2017 QE86
- 2017 QF86
- 2017 QG86
- 2017 QH86
- 2017 QJ86
- 2017 QK86
- 2017 QL86
- 2017 QM86
- 2017 QN86
- 2017 QO86
- 2017 QP86
- 2017 QQ86
- 2017 QR86
- 2017 QS86
- 2017 QT86
- 2017 QU86
- 2017 QV86
- 2017 QW86
- 2017 QX86
- 2017 QY86
- 2017 QZ86
- 2017 QA87
- 2017 QB87
- 2017 QC87
- 2017 QD87
- 2017 QE87
- 2017 QF87
- 2017 QG87
- 2017 QH87
- 2017 QJ87
- 2017 QK87
- 2017 QL87
- 2017 QM87
- 2017 QN87
- 2017 QP87
- 2017 QQ87
- 2017 QR87
- 2017 QS87
- 2017 QY87
- 2017 QZ87
- 2017 QA88
- 2017 QC88
- 2017 QD88
- 2017 QE88
- 2017 QF88
- 2017 QG88
- 2017 QH88
- 2017 QJ88
- 2017 QL88
- 2017 QM88
- 2017 QN88
- 2017 QO88
- 2017 QP88
- 2017 QQ88
- 2017 QR88
- 2017 QT88
- 2017 QU88
- 2017 QV88
- 2017 QW88
- 2017 QX88
- 2017 QY88
- 2017 QZ88
- 2017 QA89
- 2017 QB89
- 2017 QC89
- 2017 QD89
- 2017 QE89
- 2017 QG89
- 2017 QH89
- 2017 QJ89
- 2017 QK89
- 2017 QL89
- 2017 QM89
- 2017 QN89
- 2017 QO89
- 2017 QP89
- 2017 QR89
- 2017 QS89
- 2017 QT89
- 2017 QU89
- 2017 QV89
- 2017 QW89
- 2017 QX89
- 2017 QY89
- 2017 QZ89
- 2017 QA90
- 2017 QC90
- 2017 QD90
- 2017 QE90
- 2017 QF90
- 2017 QG90
- 2017 QJ90
- 2017 QK90
- 2017 QL90
- 2017 QM90
- 2017 QN90
- 2017 QO90
- 2017 QP90
- 2017 QQ90
- 2017 QT90
- 2017 QU90
- 2017 QV90
- 2017 QW90
- 2017 QZ90
- 2017 QA91
- 2017 QB91
- 2017 QC91
- 2017 QD91
- 2017 QE91
- 2017 QF91
- 2017 QJ91
- 2017 QM91
- 2017 QN91
- 2017 QO91
- 2017 QP91
- 2017 QQ91
- 2017 QR91
- 2017 QT91
- 2017 QU91
- 2017 QW91
- 2017 QD92
- 2017 QH92
- 2017 QL92
- 2017 QS92
- 2017 QE93
- 2017 QF93
- 2017 QG93
- 2017 QH93
- 2017 QJ93
- 2017 QK93
- 2017 QM93
- 2017 QO93
- 2017 QP93
- 2017 QQ93
- 2017 QS93
- 2017 QT93
- 2017 QU93
- 2017 QW93
- 2017 QX93
- 2017 QY93
- 2017 QA94
- 2017 QB94
- 2017 QC94
- 2017 QD94
- 2017 QF94
- 2017 QG94
- 2017 QH94
- 2017 QK94
- 2017 QL94
- 2017 QM94
- 2017 QP94
- 2017 QS94
- 2017 QT94
- 2017 QU94
- 2017 QV94
- 2017 QW94
- 2017 QX94
- 2017 QY94
- 2017 QZ94
- 2017 QA95
- 2017 QB95
- 2017 QF95
- 2017 QG95
- 2017 QJ95
- 2017 QK95
- 2017 QL95
- 2017 QM95
- 2017 QN95
- 2017 QO95
- 2017 QP95
- 2017 QQ95
- 2017 QR95
- 2017 QT95
- 2017 QU95
- 2017 QV95
- 2017 QW95
- 2017 QX95
- 2017 QY95
- 2017 QZ95
- 2017 QA96
- 2017 QB96
- 2017 QC96
- 2017 QE96
- 2017 QF96
- 2017 QG96
- 2017 QH96
- 2017 QK96
- 2017 QL96
- 2017 QN96
- 2017 QO96
- 2017 QP96
- 2017 QQ96
- 2017 QR96
- 2017 QS96
- 2017 QT96
- 2017 QU96
- 2017 QV96
- 2017 QW96
- 2017 QX96
- 2017 QY96
- 2017 QA97
- 2017 QB97
- 2017 QC97
- 2017 QD97
- 2017 QE97
- 2017 QF97
- 2017 QG97
- 2017 QJ97
- 2017 QK97
- 2017 QL97
- 2017 QP97
- 2017 QQ97
- 2017 QX97
- 2017 QZ97
- 2017 QE98
- 2017 QF98
- 2017 QL98
- 2017 QO98
- 2017 QR98
- 2017 QS98
- 2017 QT98
- 2017 QU98
- 2017 QW98
- 2017 QX98
- 2017 QY98
- 2017 QZ98
- 2017 QA99
- 2017 QE99
- 2017 QF99
- 2017 QG99
- 2017 QH99
- 2017 QL99
- 2017 QM99
- 2017 QQ99
- 2017 QR99
- 2017 QS99
- 2017 QT99
- 2017 QU99
- 2017 QV99
- 2017 QW99
- 2017 QY99
- 2017 QZ99
- 2017 QB100
- 2017 QC100
- 2017 QD100
- 2017 QE100
- 2017 QF100
- 2017 QH100
- 2017 QJ100
- 2017 QK100
- 2017 QL100
- 2017 QM100
- 2017 QO100
- 2017 QP100
- 2017 QQ100
- 2017 QR100
- 2017 QS100
- 2017 QT100
- 2017 QU100
- 2017 QV100
- 2017 QW100
- 2017 QX100
- 2017 QY100
- 2017 QZ100
- 2017 QA101
- 2017 QC101
- 2017 QD101
- 2017 QE101
- 2017 QF101
- 2017 QG101
- 2017 QH101
- 2017 QJ101
- 2017 QK101
- 2017 QN101
- 2017 QO101
- 2017 QP101
- 2017 QQ101
- 2017 QR101
- 2017 QS101
- 2017 QT101
- 2017 QX101
- 2017 QB102
- 2017 QC102
- 2017 QD102
- 2017 QE102
- 2017 QF102
- 2017 QG102
- 2017 QH102
- 2017 QJ102
- 2017 QK102
- 2017 QL102
- 2017 QM102
- 2017 QN102
- 2017 QP102
- 2017 QQ102
- 2017 QR102
- 2017 QS102
- 2017 QT102
- 2017 QU102
- 2017 QV102
- 2017 QX102
- 2017 QY102
- 2017 QA103
- 2017 QB103
- 2017 QD103
- 2017 QE103
- 2017 QF103
- 2017 QK103
- 2017 QL103
- 2017 QM103
- 2017 QN103
- 2017 QO103
- 2017 QP103
- 2017 QR103
- 2017 QT103
- 2017 QU103
- 2017 QV103
- 2017 QX103
- 2017 QY103
- 2017 QZ103
- 2017 QA104
- 2017 QB104
- 2017 QC104
- 2017 QD104
- 2017 QE104
- 2017 QF104
- 2017 QG104
- 2017 QH104
- 2017 QJ104
- 2017 QK104
- 2017 QL104
- 2017 QM104
- 2017 QN104
- 2017 QO104
- 2017 QP104
- 2017 QR104
- 2017 QS104
- 2017 QT104
- 2017 QU104
- 2017 QV104
- 2017 QW104
- 2017 QX104
- 2017 QZ104
- 2017 QA105
- 2017 QB105
- 2017 QC105
- 2017 QD105
- 2017 QE105
- 2017 QF105
- 2017 QG105
- 2017 QH105
- 2017 QJ105
- 2017 QK105
- 2017 QL105
- 2017 QM105
- 2017 QN105
- 2017 QO105
- 2017 QP105
- 2017 QQ105
- 2017 QR105
- 2017 QS105
- 2017 QT105
- 2017 QU105
- 2017 QV105
- 2017 QW105
- 2017 QX105
- 2017 QY105
- 2017 QZ105
- 2017 QA106
- 2017 QB106
- 2017 QC106
- 2017 QD106
- 2017 QE106
- 2017 QF106
- 2017 QG106
- 2017 QH106
- 2017 QJ106
- 2017 QK106
- 2017 QL106
- 2017 QO106
- 2017 QP106
- 2017 QQ106
- 2017 QR106
- 2017 QS106
- 2017 QT106
- 2017 QU106
- 2017 QV106
- 2017 QW106
- 2017 QX106
- 2017 QY106
- 2017 QZ106
- 2017 QB107
- 2017 QC107
- 2017 QD107
- 2017 QE107
- 2017 QF107
- 2017 QG107
- 2017 QH107
- 2017 QJ107
- 2017 QK107
- 2017 QL107
- 2017 QO107
- 2017 QP107
- 2017 QS107
- 2017 QT107
- 2017 QU107
- 2017 QV107
- 2017 QW107
- 2017 QX107
- 2017 QY107
- 2017 QZ107
- 2017 QA108
- 2017 QC108
- 2017 QD108
- 2017 QG108
- 2017 QK108
- 2017 QM108
- 2017 QN108
- 2017 QP108
- 2017 QR108
- 2017 QS108
- 2017 QT108
- 2017 QU108
- 2017 QV108
- 2017 QW108
- 2017 QY108
- 2017 QZ108
- 2017 QA109
- 2017 QD109
- 2017 QF109
- 2017 QG109
- 2017 QL109
- 2017 QM109
- 2017 QR109
- 2017 QS109
- 2017 QT109
- 2017 QU109
- 2017 QV109
- 2017 QW109
- 2017 QX109
- 2017 QY109
- 2017 QZ109
- 2017 QA110
- 2017 QB110
- 2017 QC110
- 2017 QD110
- 2017 QE110
- 2017 QF110
- 2017 QG110
- 2017 QH110
- 2017 QJ110
- 2017 QK110
- 2017 QL110
- 2017 QM110
- 2017 QN110
- 2017 QO110
- 2017 QP110
- 2017 QQ110
- 2017 QR110
- 2017 QS110
- 2017 QT110
- 2017 QU110
- 2017 QV110
- 2017 QW110
- 2017 QX110
- 2017 QY110
- 2017 QZ110
- 2017 QA111
- 2017 QB111
- 2017 QC111
- 2017 QD111
- 2017 QE111
- 2017 QG111
- 2017 QH111
- 2017 QK111
- 2017 QL111
- 2017 QM111
- 2017 QN111
- 2017 QO111
- 2017 QP111
- 2017 QQ111
- 2017 QR111
- 2017 QS111
- 2017 QT111
- 2017 QU111
- 2017 QV111
- 2017 QW111
- 2017 QX111
- 2017 QY111
- 2017 QZ111
- 2017 QA112
- 2017 QB112
- 2017 QC112
- 2017 QD112
- 2017 QE112
- 2017 QF112
- 2017 QG112
- 2017 QH112
- 2017 QJ112
- 2017 QK112
- 2017 QL112
- 2017 QM112
- 2017 QN112
- 2017 QO112
- 2017 QP112
- 2017 QQ112
- 2017 QR112
- 2017 QS112
- 2017 QT112
- 2017 QV112
- 2017 QW112
- 2017 QX112
- 2017 QC113
- 2017 QD113
- 2017 QF113
- 2017 QG113
- 2017 QJ113
- 2017 QM113
- 2017 QN113
- 2017 QR113
- 2017 QT113
- 2017 QV113
- 2017 QW113
- 2017 QX113
- 2017 QY113
- 2017 QZ113
- 2017 QA114
- 2017 QB114
- 2017 QC114
- 2017 QD114
- 2017 QE114
- 2017 QF114
- 2017 QG114
- 2017 QH114
- 2017 QJ114
- 2017 QL114
- 2017 QM114
- 2017 QN114
- 2017 QO114
- 2017 QP114
- 2017 QQ114
- 2017 QR114
- 2017 QS114
- 2017 QT114
- 2017 QV114
- 2017 QW114
- 2017 QX114
- 2017 QY114
- 2017 QZ114
- 2017 QA115
- 2017 QB115
- 2017 QC115
- 2017 QD115
- 2017 QE115
- 2017 QF115
- 2017 QG115
- 2017 QH115
- 2017 QJ115
- 2017 QK115
- 2017 QL115
- 2017 QN115
- 2017 QO115
- 2017 QP115
- 2017 QR115
- 2017 QT115
- 2017 QU115
- 2017 QW115
- 2017 QX115
- 2017 QB116
- 2017 QE116
- 2017 QF116
- 2017 QG116
- 2017 QH116
- 2017 QJ116
- 2017 QL116
- 2017 QO116
- 2017 QR116
- 2017 QS116
- 2017 QT116
- 2017 QU116
- 2017 QV116
- 2017 QW116
- 2017 QY116
- 2017 QZ116
- 2017 QA117
- 2017 QB117
- 2017 QC117
- 2017 QF117
- 2017 QG117
- 2017 QK117
- 2017 QM117
- 2017 QO117
- 2017 QP117
- 2017 QQ117
- 2017 QR117
- 2017 QS117
- 2017 QU117
- 2017 QW117
- 2017 QX117
- 2017 QA118
- 2017 QB118
- 2017 QD118
- 2017 QE118
- 2017 QF118
- 2017 QG118
- 2017 QH118
- 2017 QJ118
- 2017 QL118
- 2017 QN118
- 2017 QO118
- 2017 QQ118
- 2017 QR118
- 2017 QS118
- 2017 QT118
- 2017 QW118
- 2017 QX118
- 2017 QY118
- 2017 QA119
- 2017 QB119
- 2017 QD119
- 2017 QE119
- 2017 QJ119
- 2017 QL119
- 2017 QM119
- 2017 QN119
- 2017 QR119
- 2017 QS119
- 2017 QT119
- 2017 QU119
- 2017 QV119
- 2017 QW119
- 2017 QY119
- 2017 QZ119
- 2017 QB120
- 2017 QC120
- 2017 QD120
- 2017 QE120
- 2017 QG120
- 2017 QJ120
- 2017 QK120
- 2017 QN120
- 2017 QO120
- 2017 QP120
- 2017 QQ120
- 2017 QR120
- 2017 QS120
- 2017 QT120
- 2017 QU120
- 2017 QV120
- 2017 QW120
- 2017 QX120
- 2017 QZ120
- 2017 QA121
- 2017 QB121
- 2017 QC121
- 2017 QH121
- 2017 QJ121
- 2017 QK121
- 2017 QM121
- 2017 QN121
- 2017 QO121
- 2017 QP121
- 2017 QR121
- 2017 QS121
- 2017 QT121
- 2017 QU121
- 2017 QV121
- 2017 QY121
- 2017 QA122
- 2017 QB122
- 2017 QD122
- 2017 QE122
- 2017 QG122
- 2017 QH122
- 2017 QK122
- 2017 QL122
- 2017 QM122
- 2017 QN122
- 2017 QO122
- 2017 QR122
- 2017 QV122
- 2017 QW122
- 2017 QX122
- 2017 QY122
- 2017 QZ122
- 2017 QA123
- 2017 QE123
- 2017 QF123
- 2017 QG123
- 2017 QH123
- 2017 QJ123
- 2017 QK123
- 2017 QL123
- 2017 QM123
- 2017 QN123
- 2017 QO123
- 2017 QP123
- 2017 QQ123
- 2017 QS123
- 2017 QT123
- 2017 QU123
- 2017 QV123
- 2017 QW123
- 2017 QX123
- 2017 QY123
- 2017 QZ123
- 2017 QA124
- 2017 QC124
- 2017 QD124
- 2017 QG124
- 2017 QJ124
- 2017 QN124
- 2017 QP124
- 2017 QQ124
- 2017 QR124
- 2017 QS124
- 2017 QU124
- 2017 QX124
- 2017 QY124
- 2017 QZ124
- 2017 QA125
- 2017 QC125
- 2017 QF125
- 2017 QG125
- 2017 QH125
- 2017 QJ125
- 2017 QK125
- 2017 QL125
- 2017 QM125
- 2017 QO125
- 2017 QP125
- 2017 QQ125
- 2017 QR125
- 2017 QS125
- 2017 QU125
- 2017 QV125
- 2017 QW125
- 2017 QX125
- 2017 QY125
- 2017 QZ125
- 2017 QA126
- 2017 QB126
- 2017 QC126
- 2017 QD126
- 2017 QF126
- 2017 QJ126
- 2017 QK126
- 2017 QL126
- 2017 QM126
- 2017 QN126
- 2017 QO126
- 2017 QP126
- 2017 QQ126
- 2017 QR126
- 2017 QS126
- 2017 QT126
- 2017 QU126
- 2017 QV126
- 2017 QZ126
- 2017 QA127
- 2017 QB127
- 2017 QC127
- 2017 QD127
- 2017 QE127
- 2017 QF127
- 2017 QG127
- 2017 QH127
- 2017 QK127
- 2017 QM127
- 2017 QN127
- 2017 QO127
- 2017 QP127
- 2017 QQ127
- 2017 QR127
- 2017 QT127
- 2017 QV127
- 2017 QW127
- 2017 QX127
- 2017 QY127
- 2017 QZ127
- 2017 QA128
- 2017 QB128
- 2017 QC128
- 2017 QF128
- 2017 QG128
- 2017 QH128
- 2017 QJ128
- 2017 QK128
- 2017 QL128
- 2017 QM128
- 2017 QN128
- 2017 QO128
- 2017 QP128
- 2017 QQ128
- 2017 QR128
- 2017 QS128
- 2017 QT128
- 2017 QU128
- 2017 QV128
- 2017 QW128
- 2017 QX128
- 2017 QY128
- 2017 QZ128
- 2017 QA129
- 2017 QB129
- 2017 QC129
- 2017 QD129
- 2017 QE129
- 2017 QF129
- 2017 QH129
- 2017 QJ129
- 2017 QK129
- 2017 QL129
- 2017 QM129
- 2017 QN129
- 2017 QP129
- 2017 QQ129
- 2017 QR129
- 2017 QS129
- 2017 QT129
- 2017 QU129
- 2017 QV129
- 2017 QW129
- 2017 QX129
- 2017 QY129
- 2017 QZ129
- 2017 QA130
- 2017 QB130
- 2017 QC130
- 2017 QD130
- 2017 QF130
- 2017 QG130
- 2017 QH130
- 2017 QJ130
- 2017 QK130
- 2017 QL130
- 2017 QM130
- 2017 QN130
- 2017 QO130
- 2017 QP130
- 2017 QQ130
- 2017 QR130
- 2017 QS130
- 2017 QT130
- 2017 QU130
- 2017 QV130
- 2017 QW130
- 2017 QX130
- 2017 QZ130
- 2017 QA131
- 2017 QB131
- 2017 QC131
- 2017 QD131
- 2017 QF131
- 2017 QG131
- 2017 QH131
- 2017 QJ131
- 2017 QK131
- 2017 QL131
- 2017 QM131
- 2017 QN131
- 2017 QO131
- 2017 QP131
- 2017 QQ131
- 2017 QR131
- 2017 QS131
- 2017 QU131
- 2017 QW131
- 2017 QX131
- 2017 QY131
- 2017 QZ131
- 2017 QA132
- 2017 QB132
- 2017 QC132
- 2017 QD132
- 2017 QE132
- 2017 QF132
- 2017 QG132
- 2017 QH132
- 2017 QJ132
- 2017 QK132
- 2017 QL132
- 2017 QN132
- 2017 QO132
- 2017 QP132
- 2017 QQ132
- 2017 QR132
- 2017 QT132
- 2017 QV132
- 2017 QW132
- 2017 QX132
- 2017 QY132
- 2017 QZ132
- 2017 QA133
- 2017 QB133
- 2017 QC133
- 2017 QD133
- 2017 QE133
- 2017 QF133
- 2017 QH133
- 2017 QJ133
- 2017 QK133
- 2017 QL133
- 2017 QM133
- 2017 QN133
- 2017 QO133
- 2017 QP133
- 2017 QQ133
- 2017 QR133
- 2017 QS133
- 2017 QT133
- 2017 QV133
- 2017 QW133
- 2017 QX133
- 2017 QY133
- 2017 QZ133
- 2017 QA134
- 2017 QB134
- 2017 QC134
- 2017 QD134
- 2017 QE134
- 2017 QG134
- 2017 QH134
- 2017 QJ134
- 2017 QK134
- 2017 QL134
- 2017 QM134
- 2017 QN134
- 2017 QO134
- 2017 QP134
- 2017 QQ134
- 2017 QR134
- 2017 QS134
- 2017 QT134
- 2017 QU134
- 2017 QV134
- 2017 QW134
- 2017 QX134
- 2017 QY134
- 2017 QZ134
- 2017 QA135
- 2017 QB135
- 2017 QC135
- 2017 QD135
- 2017 QG135
- 2017 QH135
- 2017 QJ135
- 2017 QL135
- 2017 QM135
- 2017 QN135
- 2017 QO135
- 2017 QP135
- 2017 QQ135
- 2017 QR135
- 2017 QS135
- 2017 QT135
- 2017 QV135
- 2017 QW135
- 2017 QX135
- 2017 QY135
- 2017 QZ135
- 2017 QA136
- 2017 QB136
- 2017 QD136
- 2017 QE136
- 2017 QF136
- 2017 QJ136
- 2017 QK136
- 2017 QL136
- 2017 QM136
- 2017 QN136
- 2017 QO136
- 2017 QP136
- 2017 QQ136
- 2017 QR136
- 2017 QS136
- 2017 QT136
- 2017 QU136
- 2017 QV136
- 2017 QW136
- 2017 QX136
- 2017 QY136
- 2017 QA137
- 2017 QB137
- 2017 QC137
- 2017 QD137
- 2017 QE137
- 2017 QF137
- 2017 QG137
- 2017 QH137
- 2017 QJ137
- 2017 QK137
- 2017 QL137
- 2017 QN137
- 2017 QO137
- 2017 QP137
- 2017 QQ137
- 2017 QR137
- 2017 QS137
- 2017 QT137
- 2017 QU137
- 2017 QV137
- 2017 QW137
- 2017 QX137
- 2017 QY137
- 2017 QZ137
- 2017 QA138
- 2017 QB138
- 2017 QC138
- 2017 QD138
- 2017 QE138
- 2017 QF138
- 2017 QG138
- 2017 QH138
- 2017 QJ138
- 2017 QK138
- 2017 QL138
- 2017 QM138
- 2017 QN138
- 2017 QO138
- 2017 QP138
- 2017 QQ138
- 2017 QR138
- 2017 QS138
- 2017 QT138
- 2017 QU138
- 2017 QV138
- 2017 QW138
- 2017 QX138
- 2017 QY138
- 2017 QZ138
- 2017 QA139
- 2017 QB139
- 2017 QC139
- 2017 QD139
- 2017 QE139
- 2017 QF139
- 2017 QG139
- 2017 QH139
- 2017 QJ139
- 2017 QK139
- 2017 QL139
- 2017 QM139
- 2017 QN139
- 2017 QO139
- 2017 QP139
- 2017 QQ139
- 2017 QR139
- 2017 QS139
- 2017 QT139
- 2017 QU139
- 2017 QW139
- 2017 QX139
- 2017 QC140
- 2017 QD140
- 2017 QE140
- 2017 QF140
- 2017 QG140
- 2017 QH140
- 2017 QJ140
- 2017 QK140
- 2017 QL140
- 2017 QM140
- 2017 QN140
- 2017 QO140
- 2017 QP140
- 2017 QQ140
- 2017 QR140
- 2017 QS140
- 2017 QT140
- 2017 QU140
- 2017 QV140
- 2017 QW140
- 2017 QX140
- 2017 QY140
- 2017 QZ140
- 2017 QA141
- 2017 QB141
- 2017 QC141
- 2017 QD141
- 2017 QF141
- 2017 QG141
- 2017 QH141
- 2017 QJ141
- 2017 QK141
- 2017 QL141
- 2017 QM141
- 2017 QN141
- 2017 QO141
- 2017 QQ141
- 2017 QR141
- 2017 QS141
- 2017 QT141
- 2017 QW141
- 2017 QY141
- 2017 QZ141
- 2017 QB142
- 2017 QC142
- 2017 QD142
- 2017 QE142
- 2017 QF142
- 2017 QG142
- 2017 QH142
- 2017 QJ142
- 2017 QK142
- 2017 QL142
- 2017 QM142
- 2017 QN142
- 2017 QO142
- 2017 QP142
- 2017 QQ142
- 2017 QR142
- 2017 QS142
- 2017 QT142
- 2017 QU142
- 2017 QV142
- 2017 QW142
- 2017 QX142
- 2017 QY142
- 2017 QZ142
- 2017 QA143
- 2017 QB143
- 2017 QC143
- 2017 QD143
- 2017 QE143
- 2017 QF143
- 2017 QG143
- 2017 QH143
- 2017 QJ143
- 2017 QK143
- 2017 QL143
- 2017 QM143
- 2017 QN143
- 2017 QP143
- 2017 QQ143
- 2017 QR143
- 2017 QS143
- 2017 QT143
- 2017 QU143
- 2017 QV143
- 2017 QW143
- 2017 QX143
- 2017 QY143
- 2017 QA144
- 2017 QB144
- 2017 QC144
- 2017 QD144
- 2017 QE144
- 2017 QF144
- 2017 QG144
- 2017 QH144
- 2017 QJ144
- 2017 QK144
- 2017 QL144
- 2017 QM144
- 2017 QN144
- 2017 QO144
- 2017 QP144
- 2017 QQ144
- 2017 QR144
- 2017 QS144
- 2017 QT144
- 2017 QU144
- 2017 QV144
- 2017 QW144
- 2017 QY144
- 2017 QZ144
- 2017 QA145
- 2017 QB145
- 2017 QC145
- 2017 QD145
- 2017 QE145
- 2017 QH145
- 2017 QJ145
- 2017 QK145
- 2017 QL145
- 2017 QM145
- 2017 QN145
- 2017 QO145
- 2017 QP145
- 2017 QQ145
- 2017 QR145
- 2017 QS145
- 2017 QV145
- 2017 QX145
- 2017 QY145
- 2017 QZ145
- 2017 QA146
- 2017 QB146
- 2017 QC146
- 2017 QD146
- 2017 QE146
- 2017 QF146
- 2017 QG146
- 2017 QH146
- 2017 QJ146
- 2017 QK146
- 2017 QL146
- 2017 QM146
- 2017 QN146
- 2017 QO146
- 2017 QP146
- 2017 QQ146
- 2017 QR146
- 2017 QS146
- 2017 QT146
- 2017 QV146
- 2017 QW146
- 2017 QX146
- 2017 QY146
- 2017 QZ146
- 2017 QA147
- 2017 QB147
- 2017 QC147
- 2017 QD147
- 2017 QF147
- 2017 QG147
- 2017 QH147
- 2017 QJ147
- 2017 QK147
- 2017 QL147
- 2017 QM147
- 2017 QQ147
- 2017 QR147
- 2017 QS147
- 2017 QT147
- 2017 QU147
- 2017 QV147
- 2017 QW147
- 2017 QX147
- 2017 QY147
- 2017 QZ147
- 2017 QA148
- 2017 QB148
- 2017 QC148
- 2017 QD148
- 2017 QE148
- 2017 QF148
- 2017 QG148
- 2017 QH148
- 2017 QJ148
- 2017 QK148
- 2017 QL148
- 2017 QM148
- 2017 QN148
- 2017 QO148
- 2017 QP148
- 2017 QQ148
- 2017 QR148
- 2017 QS148
- 2017 QT148
- 2017 QU148
- 2017 QV148
- 2017 QW148
- 2017 QX148
- 2017 QY148
- 2017 QB149
- 2017 QC149
- 2017 QD149
- 2017 QF149
- 2017 QG149
- 2017 QH149
- 2017 QJ149
- 2017 QK149
- 2017 QL149
- 2017 QM149
- 2017 QN149
- 2017 QO149
- 2017 QQ149
- 2017 QR149
- 2017 QS149
- 2017 QV149
- 2017 QX149
- 2017 QZ149
- 2017 QA150
- 2017 QB150
- 2017 QC150
- 2017 QD150
- 2017 QE150
- 2017 QF150
- 2017 QG150
- 2017 QH150
- 2017 QJ150
- 2017 QL150
- 2017 QM150
- 2017 QN150
- 2017 QO150
- 2017 QP150
- 2017 QQ150
- 2017 QS150
- 2017 QT150
- 2017 QU150
- 2017 QV150
- 2017 QW150
- 2017 QX150
- 2017 QY150
- 2017 QZ150
- 2017 QA151
- 2017 QB151
- 2017 QC151
- 2017 QE151
- 2017 QF151
- 2017 QG151
- 2017 QH151
- 2017 QJ151
- 2017 QK151
- 2017 QL151
- 2017 QM151
- 2017 QN151
- 2017 QO151
- 2017 QP151
- 2017 QR151
- 2017 QT151
- 2017 QU151
- 2017 QV151
- 2017 QW151
- 2017 QX151
- 2017 QY151
- 2017 QZ151
- 2017 QA152
- 2017 QC152
- 2017 QD152
- 2017 QE152
- 2017 QF152
- 2017 QG152
- 2017 QK152
- 2017 QL152
- 2017 QM152
- 2017 QN152
- 2017 QO152
- 2017 QQ152
- 2017 QR152
- 2017 QS152
- 2017 QT152
- 2017 QU152
- 2017 QV152
- 2017 QW152
- 2017 QY152
- 2017 QZ152
- 2017 QA153
- 2017 QB153
- 2017 QC153
- 2017 QD153
- 2017 QE153
- 2017 QF153
- 2017 QG153
- 2017 QH153
- 2017 QJ153
- 2017 QK153
- 2017 QL153
- 2017 QM153
- 2017 QN153
- 2017 QO153
- 2017 QQ153
- 2017 QR153
- 2017 QS153
- 2017 QT153
- 2017 QU153
- 2017 QV153
- 2017 QW153
- 2017 QX153
- 2017 QY153
- 2017 QZ153
- 2017 QA154
- 2017 QB154
- 2017 QD154
- 2017 QE154
- 2017 QF154
- 2017 QG154
- 2017 QH154
- 2017 QJ154
- 2017 QK154
- 2017 QL154
- 2017 QM154
- 2017 QN154
- 2017 QO154
- 2017 QP154
- 2017 QR154
- 2017 QS154
- 2017 QT154
- 2017 QU154
- 2017 QV154
- 2017 QW154
- 2017 QY154
- 2017 QZ154
- 2017 QA155
- 2017 QB155
- 2017 QC155
- 2017 QD155
- 2017 QE155
- 2017 QF155
- 2017 QG155
- 2017 QH155
- 2017 QJ155
- 2017 QK155
- 2017 QL155
- 2017 QM155
- 2017 QN155
- 2017 QO155
- 2017 QP155
- 2017 QR155
- 2017 QS155
- 2017 QU155
- 2017 QV155
- 2017 QW155
- 2017 QX155
- 2017 QY155
- 2017 QZ155
- 2017 QA156
- 2017 QB156
- 2017 QC156
- 2017 QD156
- 2017 QF156
- 2017 QG156
- 2017 QH156
- 2017 QJ156
- 2017 QK156
- 2017 QL156
- 2017 QM156
- 2017 QN156
- 2017 QO156
- 2017 QP156
- 2017 QQ156
- 2017 QR156
- 2017 QS156
- 2017 QT156
- 2017 QU156
- 2017 QV156
- 2017 QW156
- 2017 QX156
- 2017 QY156
- 2017 QZ156
- 2017 QA157
- 2017 QB157
- 2017 QC157
- 2017 QD157
- 2017 QE157
- 2017 QF157
- 2017 QG157
- 2017 QH157
- 2017 QJ157
- 2017 QK157
- 2017 QL157
- 2017 QM157
- 2017 QN157
- 2017 QO157
- 2017 QP157
- 2017 QQ157
- 2017 QR157
- 2017 QS157
- 2017 QT157
- 2017 QU157
- 2017 QV157
- 2017 QW157
- 2017 QX157
- 2017 QZ157
- 2017 QA158
- 2017 QB158
- 2017 QC158
- 2017 QD158
- 2017 QE158
- 2017 QG158
- 2017 QH158
- 2017 QJ158
- 2017 QK158
- 2017 QL158
- 2017 QM158
- 2017 QO158
- 2017 QQ158
- 2017 QR158
- 2017 QT158
- 2017 QU158
- 2017 QW158
- 2017 QX158
- 2017 QZ158
- 2017 QA159
- 2017 QB159
- 2017 QC159
- 2017 QD159
- 2017 QE159
- 2017 QF159
- 2017 QH159
- 2017 QK159
- 2017 QL159
- 2017 QM159
- 2017 QN159
- 2017 QO159
- 2017 QP159
- 2017 QQ159
- 2017 QR159
- 2017 QS159
- 2017 QT159
- 2017 QU159
- 2017 QV159
- 2017 QW159
- 2017 QX159
- 2017 QY159
- 2017 QA160
- 2017 QB160
- 2017 QC160
- 2017 QD160
- 2017 QE160
- 2017 QF160
- 2017 QG160
- 2017 QJ160
- 2017 QK160
- 2017 QL160
- 2017 QM160
- 2017 QN160
- 2017 QO160
- 2017 QP160
- 2017 QQ160
- 2017 QR160
- 2017 QU160
- 2017 QV160
- 2017 QW160
- 2017 QX160
- 2017 QY160
- 2017 QZ160
- 2017 QA161
- 2017 QB161
- 2017 QC161
- 2017 QD161
- 2017 QE161
- 2017 QF161
- 2017 QG161
- 2017 QH161
- 2017 QJ161
- 2017 QK161
- 2017 QL161
- 2017 QM161
- 2017 QN161
- 2017 QP161
- 2017 QQ161
- 2017 QR161
- 2017 QS161
- 2017 QT161
- 2017 QU161
- 2017 QX161
- 2017 QY161
- 2017 QZ161
- 2017 QA162
- 2017 QB162
- 2017 QC162
- 2017 QD162
- 2017 QE162
- 2017 QF162
- 2017 QG162
- 2017 QJ162
- 2017 QK162
- 2017 QL162
- 2017 QM162
- 2017 QN162
- 2017 QO162
- 2017 QP162
- 2017 QQ162
- 2017 QR162
- 2017 QS162
- 2017 QT162
- 2017 QU162
- 2017 QV162
- 2017 QW162
- 2017 QX162
- 2017 QY162
- 2017 QZ162
- 2017 QA163
- 2017 QB163
- 2017 QC163
- 2017 QD163
- 2017 QE163
- 2017 QG163
- 2017 QH163
- 2017 QJ163
- 2017 QK163
- 2017 QL163
- 2017 QM163
- 2017 QN163
- 2017 QO163
- 2017 QP163
- 2017 QQ163
- 2017 QR163
- 2017 QS163
- 2017 QT163
- 2017 QU163
- 2017 QV163
- 2017 QW163
- 2017 QX163
- 2017 QY163
- 2017 QZ163
- 2017 QA164
- 2017 QB164
- 2017 QC164
- 2017 QD164
- 2017 QF164
- 2017 QH164
- 2017 QJ164
- 2017 QK164
- 2017 QL164
- 2017 QM164
- 2017 QN164
- 2017 QO164
- 2017 QP164
- 2017 QQ164
- 2017 QS164
- 2017 QT164
- 2017 QU164
- 2017 QV164
- 2017 QW164
- 2017 QX164
- 2017 QY164
- 2017 QZ164
- 2017 QA165
- 2017 QB165
- 2017 QC165
- 2017 QD165
- 2017 QE165
- 2017 QF165
- 2017 QG165
- 2017 QH165
- 2017 QJ165
- 2017 QK165
- 2017 QM165
- 2017 QN165
- 2017 QP165
- 2017 QQ165
- 2017 QR165
- 2017 QS165
- 2017 QT165
- 2017 QU165
- 2017 QV165
- 2017 QW165
- 2017 QX165
- 2017 QY165
- 2017 QZ165
- 2017 QA166
- 2017 QB166
- 2017 QC166
- 2017 QD166
- 2017 QE166
- 2017 QF166
- 2017 QG166
- 2017 QH166
- 2017 QJ166
- 2017 QK166
- 2017 QL166
- 2017 QM166
- 2017 QN166
- 2017 QO166
- 2017 QP166
- 2017 QR166
- 2017 QS166
- 2017 QT166
- 2017 QU166
- 2017 QV166
- 2017 QW166
- 2017 QX166
- 2017 QY166
- 2017 QZ166
- 2017 QA167
- 2017 QB167
- 2017 QC167
- 2017 QD167
- 2017 QE167
- 2017 QF167
- 2017 QG167
- 2017 QJ167
- 2017 QK167
- 2017 QL167
- 2017 QM167
- 2017 QN167
- 2017 QO167
- 2017 QP167
- 2017 QQ167
- 2017 QS167
- 2017 QT167
- 2017 QU167
- 2017 QV167
- 2017 QW167
- 2017 QX167
- 2017 QY167
- 2017 QZ167
- 2017 QA168
- 2017 QB168
- 2017 QC168
- 2017 QD168
- 2017 QE168
- 2017 QF168
- 2017 QG168
- 2017 QH168
- 2017 QJ168
- 2017 QK168
- 2017 QM168
- 2017 QN168
- 2017 QO168
- 2017 QP168
- 2017 QR168
- 2017 QS168
- 2017 QT168
- 2017 QU168
- 2017 QV168
- 2017 QW168
- 2017 QX168
- 2017 QY168
- 2017 QZ168
- 2017 QA169
- 2017 QB169
- 2017 QC169
- 2017 QD169
- 2017 QE169
- 2017 QF169
- 2017 QG169
- 2017 QH169
- 2017 QJ169
- 2017 QK169
- 2017 QL169
- 2017 QM169
- 2017 QN169
- 2017 QO169
- 2017 QP169
- 2017 QQ169
- 2017 QR169
- 2017 QS169
- 2017 QT169
- 2017 QU169
- 2017 QV169
- 2017 QW169
- 2017 QX169
- 2017 QY169
- 2017 QZ169
- 2017 QA170
- 2017 QD170
- 2017 QE170
- 2017 QF170
- 2017 QG170
- 2017 QH170
- 2017 QJ170
- 2017 QK170
- 2017 QL170
- 2017 QM170
- 2017 QN170
- 2017 QO170
- 2017 QP170
- 2017 QQ170
- 2017 QR170
- 2017 QS170
- 2017 QT170
- 2017 QU170
- 2017 QV170
- 2017 QW170
- 2017 QX170
- 2017 QY170
- 2017 QZ170
- 2017 QA171
- 2017 QB171
- 2017 QC171
- 2017 QD171
- 2017 QE171
- 2017 QF171
- 2017 QG171
- 2017 QH171
- 2017 QJ171
- 2017 QK171
- 2017 QL171
- 2017 QM171
- 2017 QN171
- 2017 QO171
- 2017 QQ171
- 2017 QR171
- 2017 QS171
- 2017 QT171
- 2017 QU171
- 2017 QV171
- 2017 QW171
- 2017 QX171
- 2017 QY171
- 2017 QZ171
- 2017 QA172
- 2017 QB172
- 2017 QC172
- 2017 QD172
- 2017 QE172
- 2017 QF172
- 2017 QG172
- 2017 QH172
- 2017 QJ172
- 2017 QK172
- 2017 QL172
- 2017 QM172
- 2017 QN172
- 2017 QO172
- 2017 QP172
- 2017 QQ172
- 2017 QR172
- 2017 QS172
- 2017 QT172
- 2017 QU172
- 2017 QV172
- 2017 QW172
- 2017 QX172
- 2017 QY172
- 2017 QZ172
- 2017 QA173
- 2017 QB173
- 2017 QC173
- 2017 QD173
- 2017 QE173
- 2017 QF173
- 2017 QG173
- 2017 QH173
- 2017 QJ173
- 2017 QK173
- 2017 QL173
- 2017 QM173
- 2017 QN173
- 2017 QO173
- 2017 QP173
- 2017 QQ173
- 2017 QR173
- 2017 QS173
- 2017 QT173
- 2017 QU173
- 2017 QV173
- 2017 QW173
- 2017 QX173
- 2017 QY173
- 2017 QZ173
- 2017 QA174
- 2017 QB174
- 2017 QC174
- 2017 QD174
- 2017 QE174
- 2017 QF174
- 2017 QG174
- 2017 QH174
- 2017 QJ174
- 2017 QK174
- 2017 QL174
- 2017 QM174
- 2017 QN174
- 2017 QO174
- 2017 QP174
- 2017 QQ174
- 2017 QR174
- 2017 QS174
- 2017 QT174
- 2017 QU174
- 2017 QV174
- 2017 QW174
- 2017 QX174
- 2017 QY174
- 2017 QZ174
- 2017 QA175
- 2017 QB175
- 2017 QC175
- 2017 QD175
- 2017 QE175
- 2017 QF175
- 2017 QG175
- 2017 QH175
- 2017 QJ175
- 2017 QK175
- 2017 QL175
- 2017 QM175
- 2017 QN175
- 2017 QO175
- 2017 QP175
- 2017 QQ175
- 2017 QR175
- 2017 QS175
- 2017 QT175
- 2017 QU175
- 2017 QV175
- 2017 QW175
- 2017 QX175
- 2017 QY175
- 2017 QZ175
- 2017 QA176
- 2017 QB176
- 2017 QC176
- 2017 QD176
- 2017 QE176
- 2017 QF176
- 2017 QG176
- 2017 QH176
- 2017 QJ176
- 2017 QK176
- 2017 QL176
- 2017 QM176
- 2017 QN176
- 2017 QO176
- 2017 QP176
- 2017 QQ176
- 2017 QR176
- 2017 QS176
- 2017 QT176
- 2017 QU176
- 2017 QV176
- 2017 QW176
- 2017 QX176
- 2017 QY176
- 2017 QZ176
- 2017 QA177
- 2017 QB177
- 2017 QC177
- 2017 QD177
- 2017 QE177
- 2017 QF177
- 2017 QG177
- 2017 QH177
- 2017 QJ177
- 2017 QK177
- 2017 QL177
- 2017 QM177
- 2017 QN177
- 2017 QO177
- 2017 QP177
- 2017 QQ177
- 2017 QR177
- 2017 QS177
- 2017 QT177
- 2017 QU177
- 2017 QV177
- 2017 QW177
- 2017 QX177
- 2017 QY177
- 2017 QZ177
- 2017 QA178
- 2017 QB178
- 2017 QC178
- 2017 QD178
- 2017 QE178
- 2017 QF178
- 2017 QG178
- 2017 QH178
- 2017 QJ178
- 2017 QK178
- 2017 QL178
- 2017 QM178
- 2017 QN178
- 2017 QO178
- 2017 QP178
- 2017 QQ178
- 2017 QR178
- 2017 QS178
- 2017 QT178
- 2017 QU178
- 2017 QV178
- 2017 QW178
- 2017 QX178
- 2017 QY178
- 2017 QZ178
- 2017 QA179
- 2017 QB179
- 2017 QC179
- 2017 QD179
- 2017 QE179
- 2017 QF179
- 2017 QG179
- 2017 QH179
- 2017 QJ179
- 2017 QK179
- 2017 QL179
- 2017 QM179
- 2017 QN179
- 2017 QO179
- 2017 QP179
- 2017 QQ179
- 2017 QR179
- 2017 QS179
- 2017 QT179
- 2017 QU179
- 2017 QV179
- 2017 QW179
- 2017 QX179
- 2017 QZ179
- 2017 QA180
- 2017 QB180
- 2017 QC180
- 2017 QD180
- 2017 QE180
- 2017 QF180
- 2017 QG180
- 2017 QH180
- 2017 QJ180
- 2017 QK180
- 2017 QL180
- 2017 QM180
- 2017 QN180
- 2017 QO180
- 2017 QP180
- 2017 QQ180
- 2017 QR180
- 2017 QS180
- 2017 QT180
- 2017 QU180
- 2017 QV180
- 2017 QW180
- 2017 QX180
- 2017 QY180
- 2017 QZ180
- 2017 QA181
- 2017 QB181
- 2017 QC181
- 2017 QD181
- 2017 QE181
- 2017 QF181
- 2017 QG181
- 2017 QK181
- 2017 QL181
- 2017 QM181
- 2017 QN181
- 2017 QS181
- 2017 QT181
- 2017 QU181
- 2017 QV181
- 2017 QW181
- 2017 QX181
- 2017 QY181
- 2017 QZ181
- 2017 QA182
- 2017 QB182
- 2017 QC182
- 2017 QD182
- 2017 QE182
- 2017 QF182
- 2017 QG182
- 2017 QH182
- 2017 QJ182
- 2017 QM182
- 2017 QN182
- 2017 QO182
- 2017 QP182
- 2017 QQ182
- 2017 QR182
- 2017 QS182
- 2017 QT182
- 2017 QU182
- 2017 QV182
- 2017 QW182
- 2017 QX182
- 2017 QY182
- 2017 QZ182
- 2017 QC183
- 2017 QD183
- 2017 QE183
- 2017 QF183
- 2017 QJ183
- 2017 QK183
- 2017 QL183
- 2017 QM183
- 2017 QO183
- 2017 QP183
- 2017 QQ183
- 2017 QR183
- 2017 QT183
- 2017 QU183
- 2017 QV183
- 2017 QW183
- 2017 QX183
- 2017 QZ183
- 2017 QA184
- 2017 QB184
- 2017 QC184
- 2017 QD184
- 2017 QE184
- 2017 QF184
- 2017 QG184
- 2017 QH184
- 2017 QJ184
- 2017 QK184
- 2017 QL184
- 2017 QM184
- 2017 QN184
- 2017 QO184
- 2017 QP184
- 2017 QQ184
- 2017 QR184
- 2017 QS184
- 2017 QU184
- 2017 QV184
- 2017 QX184
- 2017 QY184
- 2017 QZ184
- 2017 QA185
- 2017 QB185
- 2017 QC185
- 2017 QD185
- 2017 QE185
- 2017 QF185
- 2017 QG185
- 2017 QH185
- 2017 QJ185
- 2017 QK185
- 2017 QL185
- 2017 QN185
- 2017 QO185
- 2017 QP185
- 2017 QR185
- 2017 QS185
- 2017 QU185
- 2017 QV185
- 2017 QW185
- 2017 QX185
- 2017 QY185
- 2017 QZ185
- 2017 QA186
- 2017 QB186
- 2017 QC186
- 2017 QD186
- 2017 QE186
- 2017 QF186
- 2017 QG186
- 2017 QH186
- 2017 QJ186
- 2017 QK186
- 2017 QL186
- 2017 QM186
- 2017 QN186
- 2017 QP186
- 2017 QQ186
- 2017 QR186
- 2017 QS186
- 2017 QT186
- 2017 QU186
- 2017 QW186
- 2017 QX186
- 2017 QA187
- 2017 QB187
- 2017 QC187
- 2017 QD187
- 2017 QE187
- 2017 QF187
- 2017 QH187
- 2017 QK187
- 2017 QL187
- 2017 QM187
- 2017 QN187
- 2017 QP187
- 2017 QQ187
- 2017 QR187
- 2017 QS187
- 2017 QT187
- 2017 QU187
- 2017 QV187
- 2017 QX187
- 2017 QY187
- 2017 QZ187
- 2017 QA188
- 2017 QB188
- 2017 QC188
- 2017 QD188
- 2017 QE188
- 2017 QF188
- 2017 QG188
- 2017 QH188
- 2017 QK188
- 2017 QL188
- 2017 QM188
- 2017 QN188
- 2017 QO188
- 2017 QP188
- 2017 QQ188
- 2017 QS188
- 2017 QT188
- 2017 QU188
- 2017 QV188
- 2017 QW188
- 2017 QY188
- 2017 QZ188
- 2017 QA189
- 2017 QB189
- 2017 QC189
- 2017 QE189
- 2017 QF189
- 2017 QG189
- 2017 QH189
- 2017 QJ189
- 2017 QK189
- 2017 QL189
- 2017 QM189
- 2017 QN189
- 2017 QO189
- 2017 QP189
- 2017 QQ189
- 2017 QR189
- 2017 QT189
- 2017 QU189
- 2017 QV189
- 2017 QW189
- 2017 QX189
- 2017 QY189
- 2017 QZ189
- 2017 QA190
- 2017 QC190
- 2017 QD190
- 2017 QE190
- 2017 QH190
- 2017 QJ190
- 2017 QK190
- 2017 QL190
- 2017 QM190
- 2017 QN190
- 2017 QO190
- 2017 QP190
- 2017 QQ190
- 2017 QR190
- 2017 QS190
- 2017 QT190
- 2017 QU190
- 2017 QV190
- 2017 QW190
- 2017 QX190
- 2017 QY190
- 2017 QZ190
- 2017 QA191
- 2017 QB191
- 2017 QC191
- 2017 QD191
- 2017 QE191
- 2017 QF191
- 2017 QG191
- 2017 QH191
- 2017 QJ191
- 2017 QK191
- 2017 QL191
- 2017 QM191
- 2017 QN191
- 2017 QO191
- 2017 QP191
- 2017 QQ191
- 2017 QR191
- 2017 QS191
- 2017 QT191
- 2017 QU191
- 2017 QV191
- 2017 QW191
- 2017 QY191
- 2017 QZ191
- 2017 QA192
- 2017 QB192
- 2017 QC192
- 2017 QD192
- 2017 QE192
- 2017 QF192
- 2017 QG192
- 2017 QH192
- 2017 QJ192
- 2017 QK192
- 2017 QL192
- 2017 QM192
- 2017 QN192
- 2017 QO192
- 2017 QQ192
- 2017 QR192
- 2017 QS192
- 2017 QT192
- 2017 QU192
- 2017 QV192
- 2017 QW192
- 2017 QX192
- 2017 QY192
- 2017 QZ192
- 2017 QA193
- 2017 QB193
- 2017 QC193
- 2017 QD193
- 2017 QE193
- 2017 QF193
- 2017 QG193
- 2017 QH193
- 2017 QJ193
- 2017 QK193
- 2017 QL193
- 2017 QM193
- 2017 QN193
- 2017 QO193
- 2017 QP193
- 2017 QQ193
- 2017 QR193
- 2017 QS193
- 2017 QT193
- 2017 QU193
- 2017 QV193
- 2017 QW193
- 2017 QX193
- 2017 QY193
- 2017 QZ193
- 2017 QA194
- 2017 QB194
- 2017 QC194
- 2017 QD194
- 2017 QE194
- 2017 QF194
- 2017 QG194
- 2017 QH194
- 2017 QJ194
- 2017 QK194
- 2017 QL194
- 2017 QM194
- 2017 QN194
- 2017 QO194
- 2017 QQ194
- 2017 QR194
- 2017 QS194
- 2017 QT194
- 2017 QU194
- 2017 QV194
- 2017 QW194
- 2017 QX194
- 2017 QY194
- 2017 QZ194
- 2017 QA195
- 2017 QB195
- 2017 QC195
- 2017 QD195
- 2017 QE195
- 2017 QF195
- 2017 QG195
- 2017 QH195
- 2017 QJ195
- 2017 QK195
- 2017 QL195
- 2017 QM195
- 2017 QN195
- 2017 QO195
- 2017 QP195
- 2017 QQ195
- 2017 QR195
- 2017 QS195
- 2017 QT195
- 2017 QU195
- 2017 QV195
- 2017 QW195
- 2017 QX195
- 2017 QY195
- 2017 QZ195
- 2017 QA196
- 2017 QB196
- 2017 QC196
- 2017 QD196
- 2017 QE196
- 2017 QF196
- 2017 QG196
- 2017 QH196
- 2017 QJ196
- 2017 QK196
- 2017 QL196
- 2017 QM196
- 2017 QN196
- 2017 QO196
- 2017 QP196
- 2017 QQ196
- 2017 QR196
- 2017 QS196
- 2017 QT196
- 2017 QU196
- 2017 QV196
- 2017 QW196
- 2017 QX196
- 2017 QY196
- 2017 QZ196
- 2017 QA197
- 2017 QB197
- 2017 QC197
- 2017 QD197
- 2017 QE197
- 2017 QF197
- 2017 QG197
- 2017 QH197
- 2017 QJ197
- 2017 QK197
- 2017 QL197
- 2017 QM197
- 2017 QN197
- 2017 QO197
- 2017 QP197
- 2017 QQ197
- 2017 QR197
- 2017 QS197
- 2017 QT197
- 2017 QU197
- 2017 QV197
- 2017 QW197
- 2017 QX197
- 2017 QY197
- 2017 QZ197
- 2017 QA198
- 2017 QB198
- 2017 QC198
- 2017 QD198
- 2017 QE198
- 2017 QF198
- 2017 QG198
- 2017 QH198
- 2017 QJ198
- 2017 QK198
- 2017 QL198
- 2017 QM198
- 2017 QN198
- 2017 QO198
- 2017 QP198
- 2017 QQ198
- 2017 QR198
- 2017 QS198
- 2017 QT198
- 2017 QU198
- 2017 QV198
- 2017 QW198
- 2017 QX198
- 2017 QY198
- 2017 QZ198
- 2017 QB199
- 2017 QC199
- 2017 QD199
- 2017 QE199
- 2017 QF199
- 2017 QG199
- 2017 QH199
- 2017 QJ199
- 2017 QK199
- 2017 QL199
- 2017 QM199
- 2017 QN199
- 2017 QO199
- 2017 QP199
- 2017 QQ199
- 2017 QR199
- 2017 QT199
- 2017 QU199
- 2017 QV199
- 2017 QW199
- 2017 QX199
- 2017 QY199
- 2017 QZ199
- 2017 QA200
- 2017 QB200
- 2017 QC200
- 2017 QE200
- 2017 QF200
- 2017 QG200
- 2017 QH200
- 2017 QJ200
- 2017 QK200
- 2017 QL200
- 2017 QM200
- 2017 QN200
- 2017 QO200
- 2017 QP200
- 2017 QQ200
- 2017 QR200
- 2017 QS200
- 2017 QU200
- 2017 QV200
- 2017 QW200
- 2017 QX200
- 2017 QY200
- 2017 QZ200
- 2017 QB201
- 2017 QC201
- 2017 QD201
- 2017 QE201
- 2017 QF201
- 2017 QG201
- 2017 QH201
- 2017 QK201
- 2017 QL201
- 2017 QM201
- 2017 QN201
- 2017 QO201
- 2017 QP201
- 2017 QS201
- 2017 QT201
- 2017 QU201
- 2017 QV201
- 2017 QW201
- 2017 QX201
- 2017 QY201
- 2017 QZ201
- 2017 QA202
- 2017 QB202
- 2017 QC202
- 2017 QD202
- 2017 QE202
- 2017 QF202
- 2017 QG202
- 2017 QH202
- 2017 QJ202
- 2017 QK202
- 2017 QL202
- 2017 QM202
- 2017 QN202
- 2017 QO202
- 2017 QP202
- 2017 QQ202
- 2017 QR202
- 2017 QS202
- 2017 QT202
- 2017 QU202
- 2017 QV202
- 2017 QW202
- 2017 QX202
- 2017 QY202
- 2017 QZ202
- 2017 QA203
- 2017 QB203
- 2017 QC203
- 2017 QD203
- 2017 QE203
- 2017 QF203
- 2017 QG203
- 2017 QH203
- 2017 QJ203
- 2017 QK203
- 2017 QL203
- 2017 QM203
- 2017 QN203
- 2017 QO203
- 2017 QP203
- 2017 QQ203
- 2017 QR203
- 2017 QS203
- 2017 QT203
- 2017 QU203
- 2017 QV203
- 2017 QW203
- 2017 QX203
- 2017 QY203
- 2017 QA204
- 2017 QB204
- 2017 QC204
- 2017 QD204
- 2017 QF204
- 2017 QG204
- 2017 QH204
- 2017 QJ204
- 2017 QL204
- 2017 QM204
- 2017 QN204
- 2017 QP204
- 2017 QQ204
- 2017 QR204
- 2017 QS204
- 2017 QT204
- 2017 QU204
- 2017 QV204
- 2017 QW204
- 2017 QX204
- 2017 QY204
- 2017 QA205
- 2017 QB205
- 2017 QC205
- 2017 QD205
- 2017 QE205
- 2017 QG205
- 2017 QH205
- 2017 QJ205
- 2017 QK205
- 2017 QL205
- 2017 QM205
- 2017 QN205
- 2017 QO205
- 2017 QQ205
- 2017 QR205
- 2017 QS205
- 2017 QT205
- 2017 QU205
- 2017 QV205
- 2017 QW205
- 2017 QX205
- 2017 QY205
- 2017 QZ205
- 2017 QC206
- 2017 QD206
- 2017 QE206
- 2017 QF206
- 2017 QG206
- 2017 QH206
- 2017 QJ206
- 2017 QK206
- 2017 QL206
- 2017 QM206
- 2017 QN206
- 2017 QO206
- 2017 QP206
- 2017 QQ206
- 2017 QR206
- 2017 QS206
- 2017 QT206
- 2017 QU206
- 2017 QV206
- 2017 QW206
- 2017 QY206
- 2017 QA207
- 2017 QB207
- 2017 QC207
- 2017 QD207
- 2017 QE207
- 2017 QF207
- 2017 QG207
- 2017 QH207
- 2017 QJ207
- 2017 QK207
- 2017 QL207
- 2017 QM207
- 2017 QO207
- 2017 QP207
- 2017 QQ207
- 2017 QR207
- 2017 QS207
- 2017 QT207
- 2017 QU207
- 2017 QV207
- 2017 QW207
- 2017 QX207
- 2017 QY207
- 2017 QZ207
- 2017 QA208
- 2017 QB208
- 2017 QC208
- 2017 QD208
- 2017 QF208
- 2017 QG208
- 2017 QH208
- 2017 QJ208
- 2017 QK208
- 2017 QL208
- 2017 QM208
- 2017 QN208
- 2017 QP208
- 2017 QR208
- 2017 QS208
- 2017 QT208
- 2017 QU208
- 2017 QV208
- 2017 QW208
- 2017 QX208
- 2017 QY208
- 2017 QZ208
- 2017 QA209
- 2017 QB209
- 2017 QC209
- 2017 QD209
- 2017 QE209
- 2017 QF209
- 2017 QG209
- 2017 QH209
- 2017 QJ209
- 2017 QK209
- 2017 QL209
- 2017 QM209
- 2017 QN209
- 2017 QO209
- 2017 QP209
- 2017 QQ209
- 2017 QR209
- 2017 QS209
- 2017 QT209
- 2017 QU209
- 2017 QV209
- 2017 QW209
- 2017 QX209
- 2017 QY209
- 2017 QZ209
- 2017 QB210
- 2017 QC210
- 2017 QD210
- 2017 QE210
- 2017 QF210
- 2017 QG210
- 2017 QH210
- 2017 QJ210
- 2017 QK210
- 2017 QL210
- 2017 QM210
- 2017 QN210
- 2017 QO210
- 2017 QP210
- 2017 QQ210
- 2017 QR210
- 2017 QS210
- 2017 QT210
- 2017 QU210
- 2017 QV210
- 2017 QW210
- 2017 QX210
- 2017 QY210
- 2017 QZ210
- 2017 QA211
- 2017 QB211
- 2017 QC211
- 2017 QD211
- 2017 QE211
- 2017 QF211
- 2017 QG211
- 2017 QH211
- 2017 QJ211
- 2017 QK211
- 2017 QL211
- 2017 QM211
- 2017 QN211
- 2017 QO211
- 2017 QP211
- 2017 QQ211
- 2017 QR211
- 2017 QS211
- 2017 QT211
- 2017 QU211
- 2017 QV211
- 2017 QW211
- 2017 QX211
- 2017 QY211
- 2017 QZ211
- 2017 QA212
- 2017 QB212
- 2017 QC212
- 2017 QD212
- 2017 QE212
- 2017 QF212
- 2017 QG212
- 2017 QH212
- 2017 QJ212
- 2017 QK212
- 2017 QL212
- 2017 QM212
- 2017 QN212
- 2017 QO212
- 2017 QP212
- 2017 QQ212
- 2017 QR212
- 2017 QS212
- 2017 QT212
- 2017 QU212
- 2017 QV212
- 2017 QW212
- 2017 QX212
- 2017 QY212
- 2017 QZ212
- 2017 QA213
- 2017 QB213
- 2017 QC213
- 2017 QD213
- 2017 QE213
- 2017 QF213
- 2017 QG213
- 2017 QH213
- 2017 QJ213
- 2017 QL213
- 2017 QM213
- 2017 QN213
- 2017 QO213
- 2017 QP213
- 2017 QQ213
- 2017 QR213
- 2017 QS213
- 2017 QT213
- 2017 QU213
- 2017 QV213
- 2017 QW213
- 2017 QX213
- 2017 QY213
- 2017 QZ213
- 2017 QA214
- 2017 QB214
- 2017 QC214
- 2017 QD214
- 2017 QE214
- 2017 QF214
- 2017 QG214
- 2017 QH214
- 2017 QJ214
- 2017 QK214
- 2017 QL214
- 2017 QM214
- 2017 QN214
- 2017 QO214
- 2017 QP214
- 2017 QQ214
- 2017 QR214
- 2017 QS214
- 2017 QT214
- 2017 QU214
- 2017 QV214
- 2017 QW214
- 2017 QX214
- 2017 QY214
- 2017 QZ214
- 2017 QA215
- 2017 QB215
- 2017 QC215
- 2017 QD215
- 2017 QE215
- 2017 QF215
- 2017 QG215
- 2017 QH215
- 2017 QJ215
- 2017 QK215
- 2017 QL215
- 2017 QM215
- 2017 QN215
- 2017 QO215
- 2017 QP215
- 2017 QQ215
- 2017 QR215
- 2017 QS215
- 2017 QT215
- 2017 QU215
- 2017 QV215
- 2017 QW215
- 2017 QX215
- 2017 QY215
- 2017 QZ215
- 2017 QA216
- 2017 QB216
- 2017 QC216
- 2017 QD216
- 2017 QE216
- 2017 QF216
- 2017 QG216
- 2017 QH216
- 2017 QJ216
- 2017 QK216
- 2017 QL216
- 2017 QM216
- 2017 QN216
- 2017 QO216
- 2017 QP216
- 2017 QQ216
- 2017 QR216
- 2017 QS216
- 2017 QT216
- 2017 QU216
- 2017 QW216
- 2017 QX216
- 2017 QY216
- 2017 QZ216
- 2017 QA217
- 2017 QB217
- 2017 QC217
- 2017 QD217
- 2017 QE217
- 2017 QF217
- 2017 QG217
- 2017 QH217
- 2017 QJ217
- 2017 QK217
- 2017 QL217
- 2017 QM217
- 2017 QN217
- 2017 QO217
- 2017 QP217
- 2017 QQ217
- 2017 QS217
- 2017 QT217
- 2017 QU217
- 2017 QV217
- 2017 QW217
- 2017 QX217
- 2017 QY217
- 2017 QB218
- 2017 QC218
- 2017 QD218
- 2017 QE218
- 2017 QF218
- 2017 QG218
- 2017 QH218
- 2017 QJ218
- 2017 QL218
- 2017 QM218
- 2017 QN218
- 2017 QO218
- 2017 QP218
- 2017 QQ218
- 2017 QR218
- 2017 QS218
- 2017 QT218
- 2017 QU218
- 2017 QV218
- 2017 QW218
- 2017 QX218
- 2017 QY218
- 2017 QZ218
- 2017 QA219
- 2017 QB219
- 2017 QC219
- 2017 QD219
- 2017 QE219
- 2017 QF219
- 2017 QG219